# Кухня Індійського субконтиненту

Ортографічна проекція Індійського субконтиненту.

Кухня Індійського субконтиненту включає традиційні кухні сучасних південноазіатських республік Бангладеш, Індії, Мальдівських островів, Непалу, Пакистану та Шрі-Ланки, а також інколи включає королівство Бутан та емірат Афганістан. Також іноді відома як кухня Дезі, вона зазнала впливу та також вплинула на інші азіатські кухні за межами Індійського субконтиненту.

## Головні елементи та загальні інгредієнти

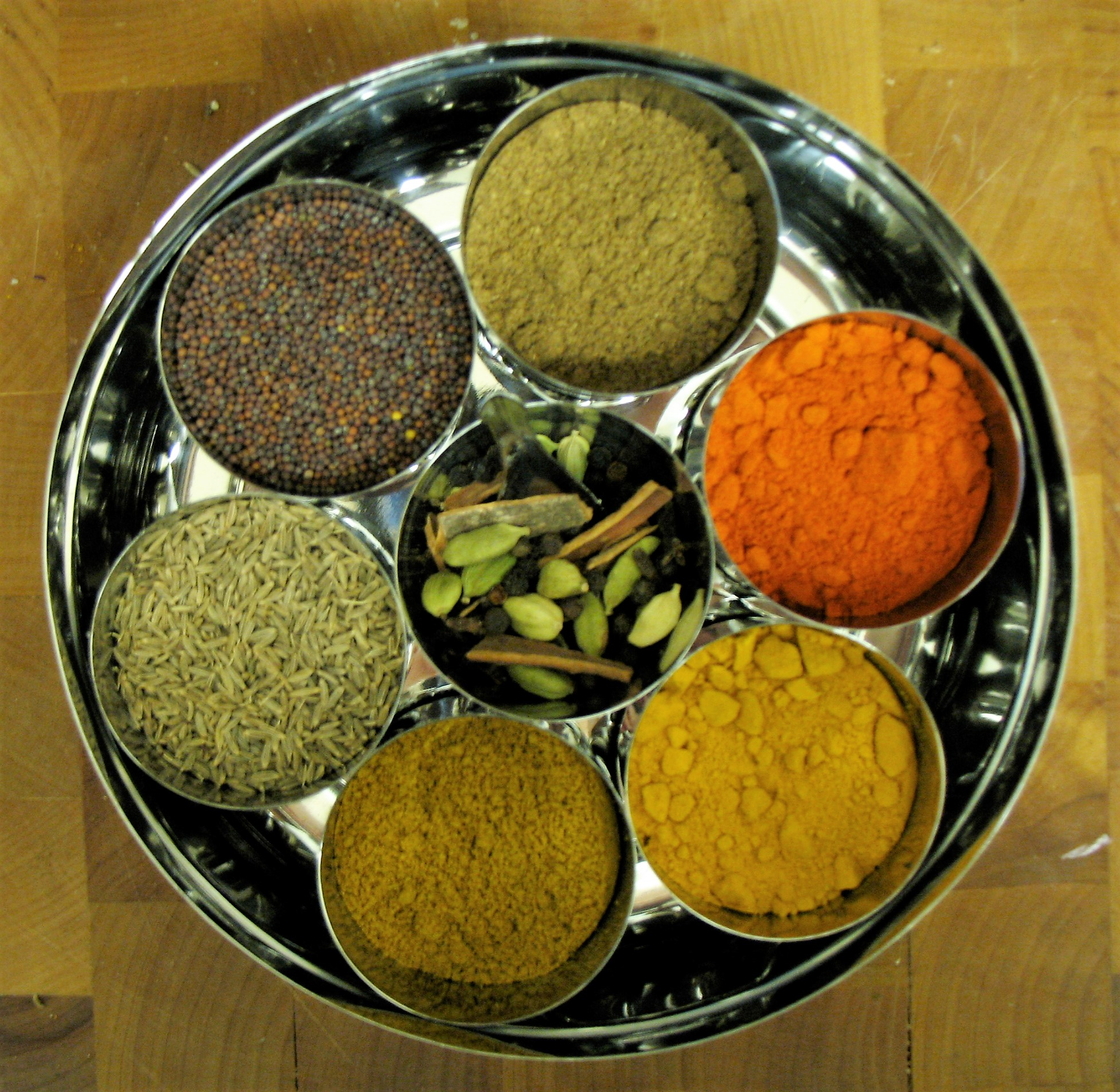
Асортимент спецій і трав. Спеції є незамінним харчовим інгредієнтом на більшій частині субконтиненту.

Чапаті, різновид плоского хліба, є звичайною частиною їжі в багатьох частинах субконтиненту. Серед інших основних страв багатьох кухонь — рис, роті з борошна атта та квасоля.
Їжу в цій частині світу приправляють різними видами чилі, чорним перцем, гвоздикою та іншими сильними травами та спеціями, а також ароматизованим топленим гхі. Імбир є інгредієнтом, який можна використовувати як у солоних, так і в солодких рецептах на кухнях субконтиненту. Подрібнений імбир смажать із м'ясом, а маринований імбир часто додають до відвареного рису. Імбирний сік і зварений в сиропі імбир використовують для приготування десертів. Для приготування карі часто використовують куркуму і кмин.
Звичайне м'ясо включає баранину, козлятину, рибу, курку та яловичину. Яловичина менш поширена в Індії, Непалі та Шрі-Ланці, ніж в інших кухнях Південної Азії, оскільки велика рогата худоба займає особливе місце в дгармічних релігіях. Заборони щодо яловичини певною мірою поширюються на м'ясо (водяних) буйволів і яків. Усі мусульмани вважають свинину продуктом табу, але багато індуїстів її уникають, хоча її зазвичай їдять у деяких регіонах, таких як північно-східна Індія та Гоа, де широко поширене християнство. Різноманітність дуже солодких десертів, у яких використовуються молочні продукти, також зустрічається в кухнях субконтиненту. Основними інгредієнтами десертів на субконтиненті є знежирене молоко, мелений мигдаль, сочевичне борошно, топлене масло та цукор. Кхір — це рисовий пудинг на молочній основі, поширений десерт.

## Історія

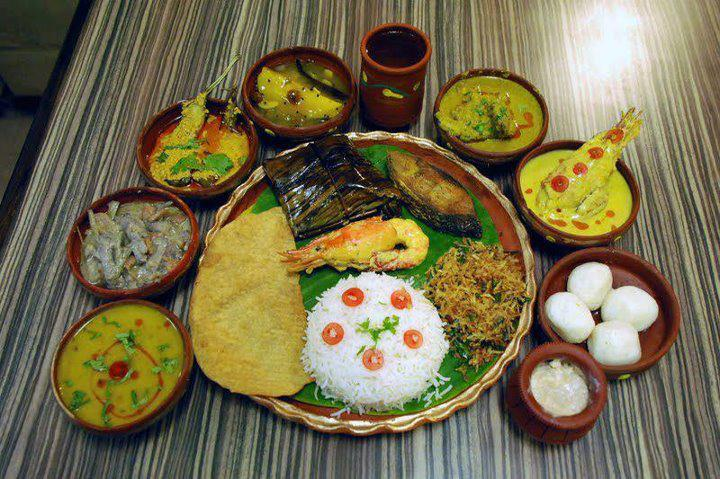
Рибне бенгальське борошно
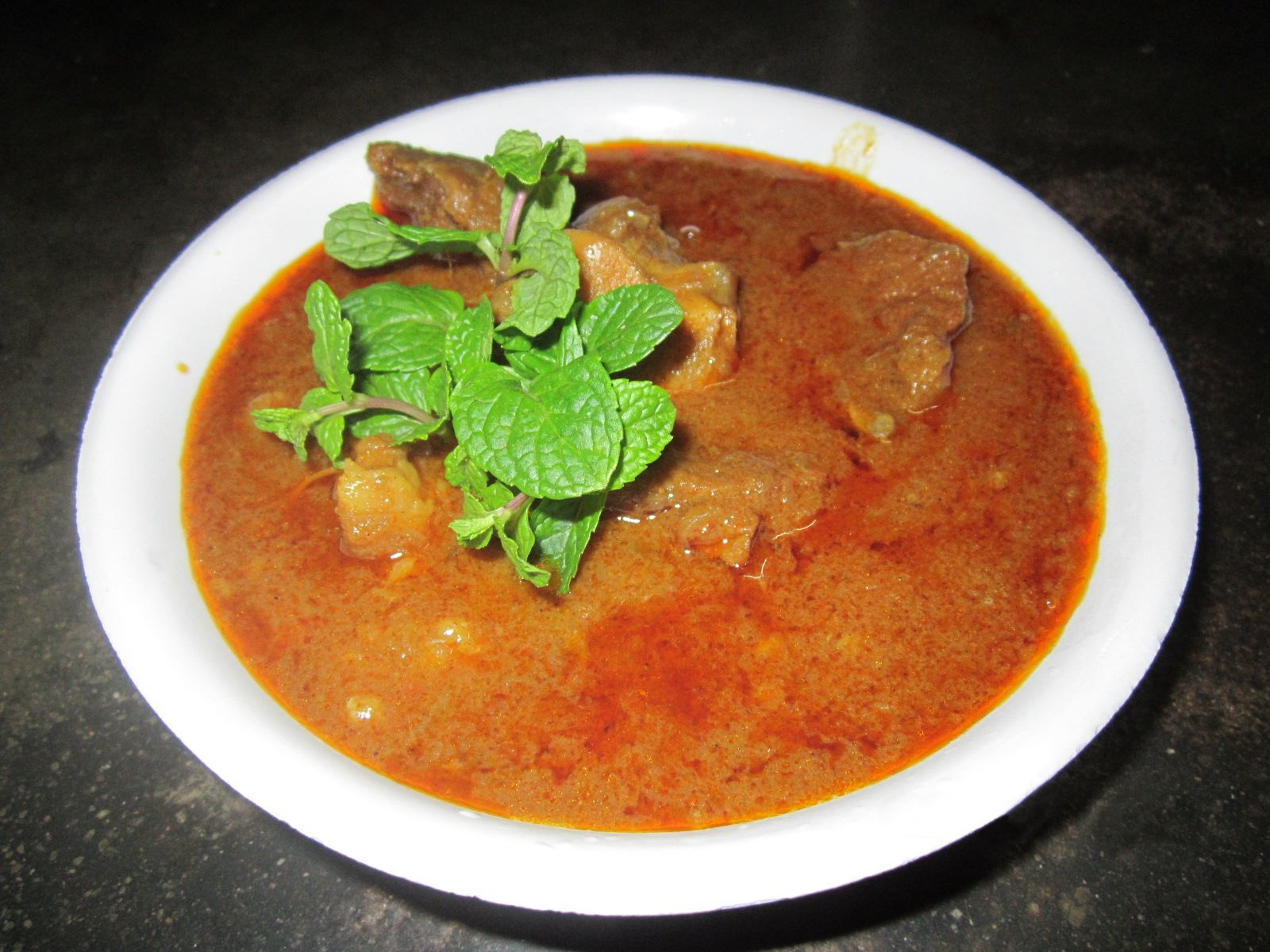
Бараняче карі по-одішськи
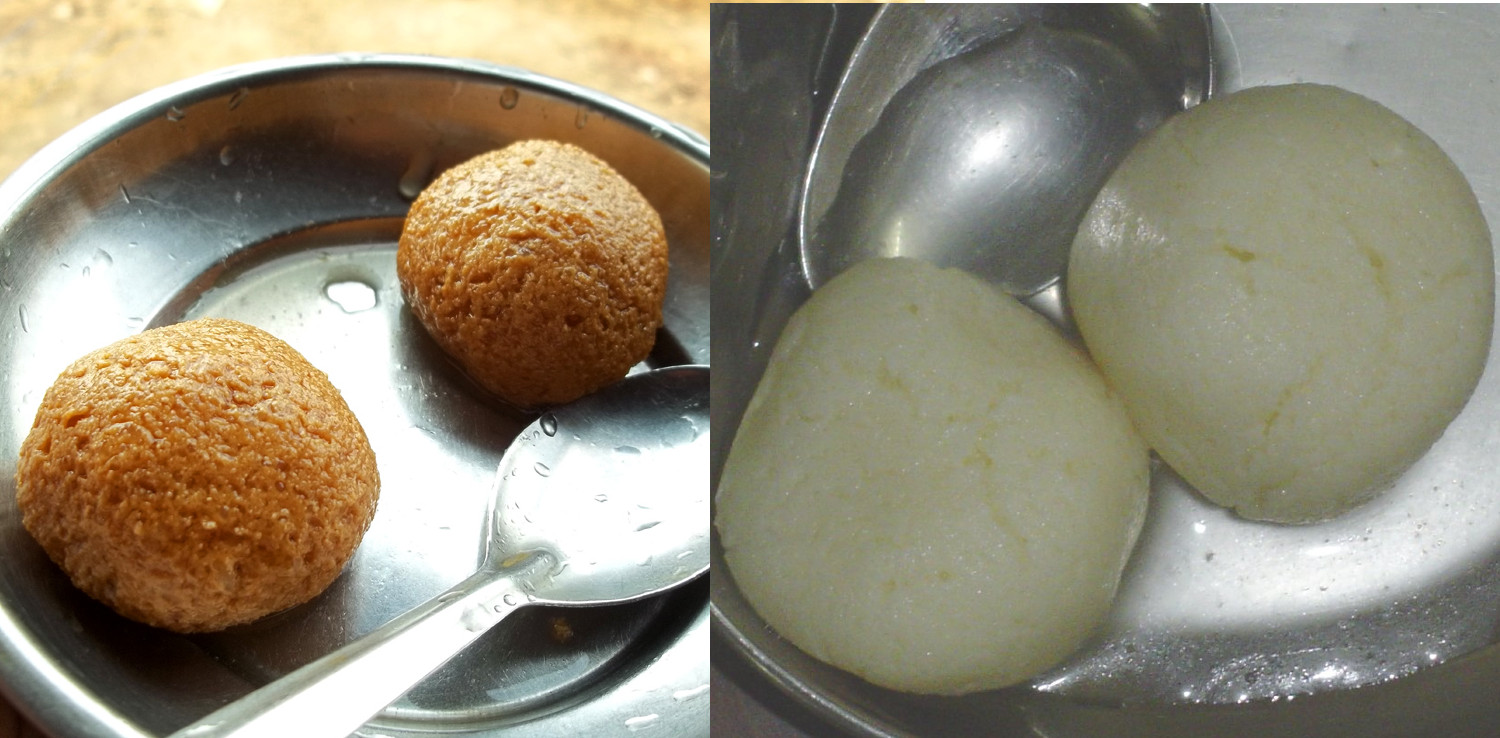
Расгулла — відомий сиропоподібний десерт зі Східної Індії

Багато продуктів з субконтиненту відомі вже понад п'ять тисяч років. Жителі долини Інду, які оселилися на північно-західному субконтиненті, полювали на черепах і алігаторів. Вони також збирали дикі зерна, трави та рослини. Багато харчових продуктів і інгредієнтів з Індського періоду (бл. 3300–1700 рр. до н. е.) все ще поширені сьогодні. Деякі складаються з пшениці, ячменю, рису, тамаринду, баклажанів і огірків. Жителі долини Інду готували з олії, імбиру, солі, зеленого перцю та кореня куркуми, які висушували та подрібнювали в помаранчевий порошок.
Протягом усієї історії індійці використовували листові овочі, сочевицю та молочні продукти, такі як йогурт і гхі. Вони також використовували такі спеції, як кмин і коріандр. Чорний перець, батьківщиною якого є Індія, часто використовувався до 400 року нашої ери. Греки привезли шафран, а китайці — чай. Португальці та англійці зробили червоний перець чилі, картоплю та цвітну капусту популярними після 1700 р. н. е. Моголи, які почали прибувати до Індії після 1200 р., вважали їжу мистецтвом, і багато їхніх страв готують із використанням аж 25 спецій. Вони також використовували рожеву воду, кеш'ю, родзинки та мигдаль.
Наприкінці 18-го та на початку 19-го століття в автобіографії шотландця Роберта Ліндсі згадується, що чоловік із Сілхетіса на ім'я Саїд Уллах готував карі для сім'ї Ліндсі. Це, мабуть, найдавніша згадка про індійську кухню у Великобританії.

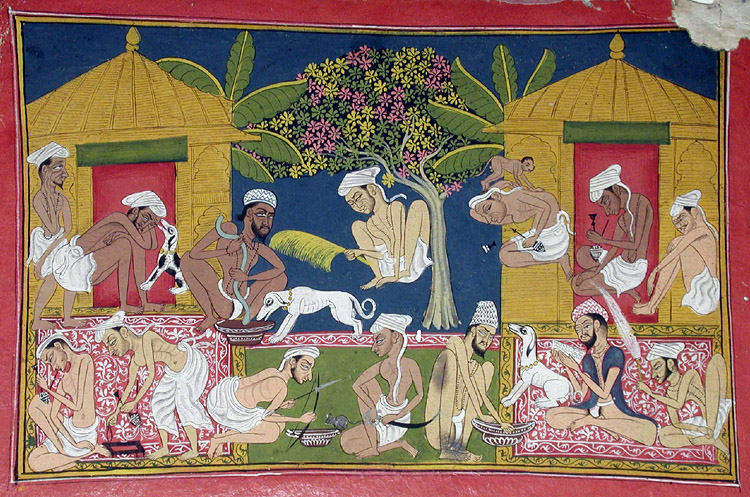
Їдці бганґу з Індії c. 1790. Бганґ — це їстівний препарату канабісу препарат канабісу, що походить з Індійського субконтиненту. Він використовувався в їжі та напоях ще в 1000 році до нашої ери індуїстами в стародавній Індії.
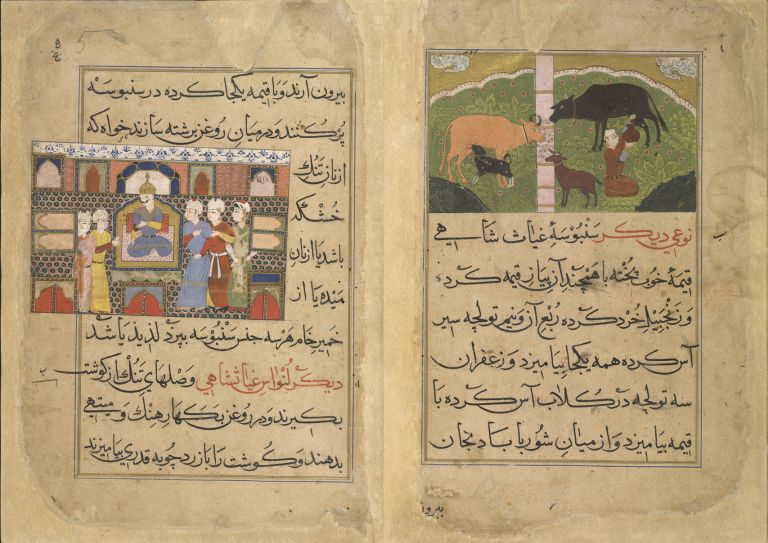
Сторінка з Nimatnama-i-Nasiruddin-Shahi, книги делікатесів і рецептів. У ньому задокументовано мистецтво приготування кхіру.
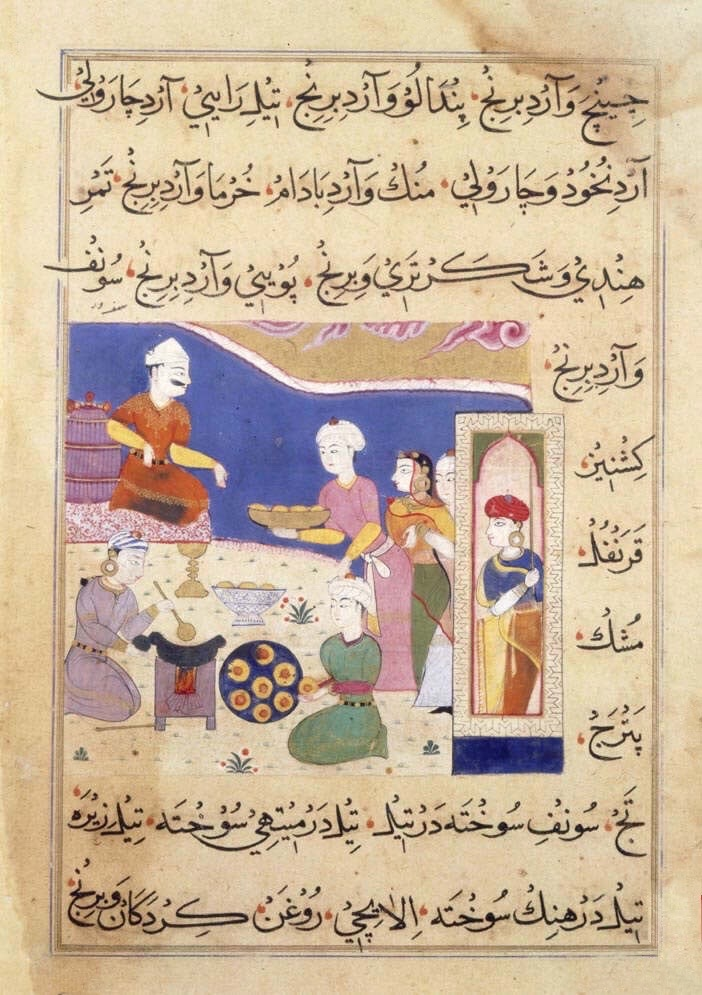
Середньовічний індійський рукопис Nimatnama-i-Nasiruddin-Shahi (приблизно 16 століття), на якому показано подачу самоси.

## По культурі

### Бангладешська кухня
У бангладешській кухні домінує бенгальська кухня, яка була сформована різноманітною історією та річковою географією Бангладеш. У країні панує тропічний мусонний клімат. Рис є основною їжею бангладешців, і його подають із широким асортиментом карі.

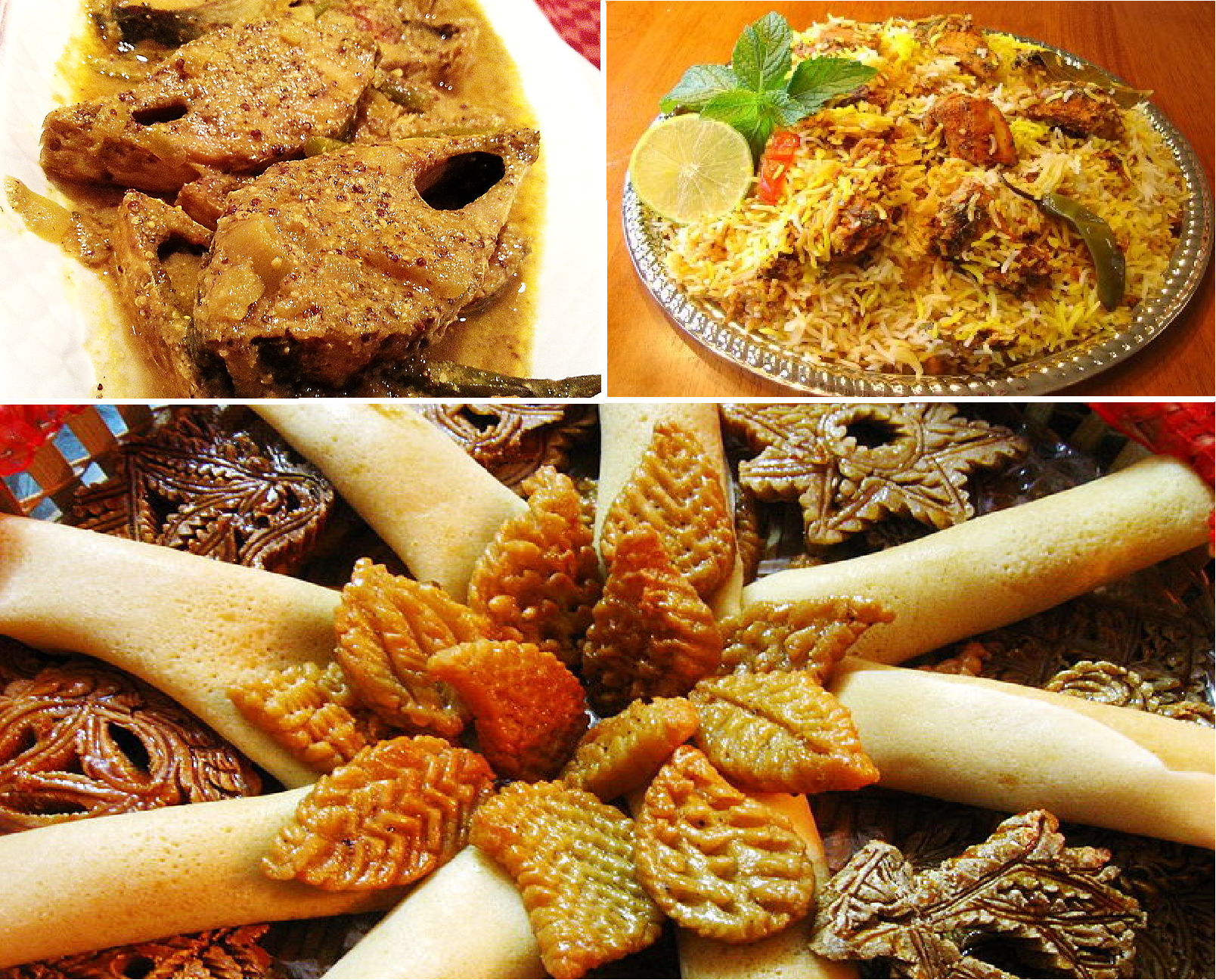
Традиційна бангладешська страва: зерна гірчиці Ilish карі, дгакай бір'яні та пітха

Бангладешські страви мають сильний ароматний смак; і часто включають яйця, картоплю, помідори та баклажани. У бангладешській кулінарії використовуються різноманітні спеції та трави, а також гірчичне масло та гхі. Основними видами хліба є наан, паратха, роті, бакаркхані та лучі. Дал є другою за важливістю основною їжею, яку подають з рисом/поротою/лучі. Основним продуктом бангладешської кухні є риба, особливо прісноводна риба, яка є відмінною рисою гастрономії країни. Основні страви з риби включають іліш (хілса), пабда (омпок двоплямистий), руї (роху), пангаш (сом пангас), чітол (риба-ніж), магур (кларій ходячий), бгеткі (баррамунді) і тилапію. Споживання м'яса становить яловичину, баранину, оленину, курку, качку, сквоб і коель. Широко подаються овочеві страви, або пюре (бгорта), і варені (сабджі), або на основі листя (сааг). Морепродукти, такі як омари та креветки, також часто переважають.
Ісламські закони про дієту поширені в Бангладеш. Халяльні продукти — це харчові продукти, які мусульманам дозволено їсти та пити відповідно до ісламських правил харчування. Критерії визначають як дозволені продукти, так і спосіб їх приготування. Йдеться переважно про види м'яса, дозволені в ісламі. Бангладешці дотримуються певних правил і норм під час їжі. Це включає в себе теплу гостинність і особливі способи обслуговування. Це відоме як Бангалікета (бенг. বাঙালি কেতা). Культура також визначає спосіб запрошення людей на весілля та вечерю. Подарунки дарують у певних випадках. Бангалікета також включає спосіб правильного подачі посуду. Бенгальська кухня має єдину на субконтиненті традиційно розвинену традицію кількох страв, яка за структурою подібна до сучасного стилю обслуговування по-російськи у французькій кухні, де їжа подається окремими курсами, а не всі відразу.

### Бутанська кухня

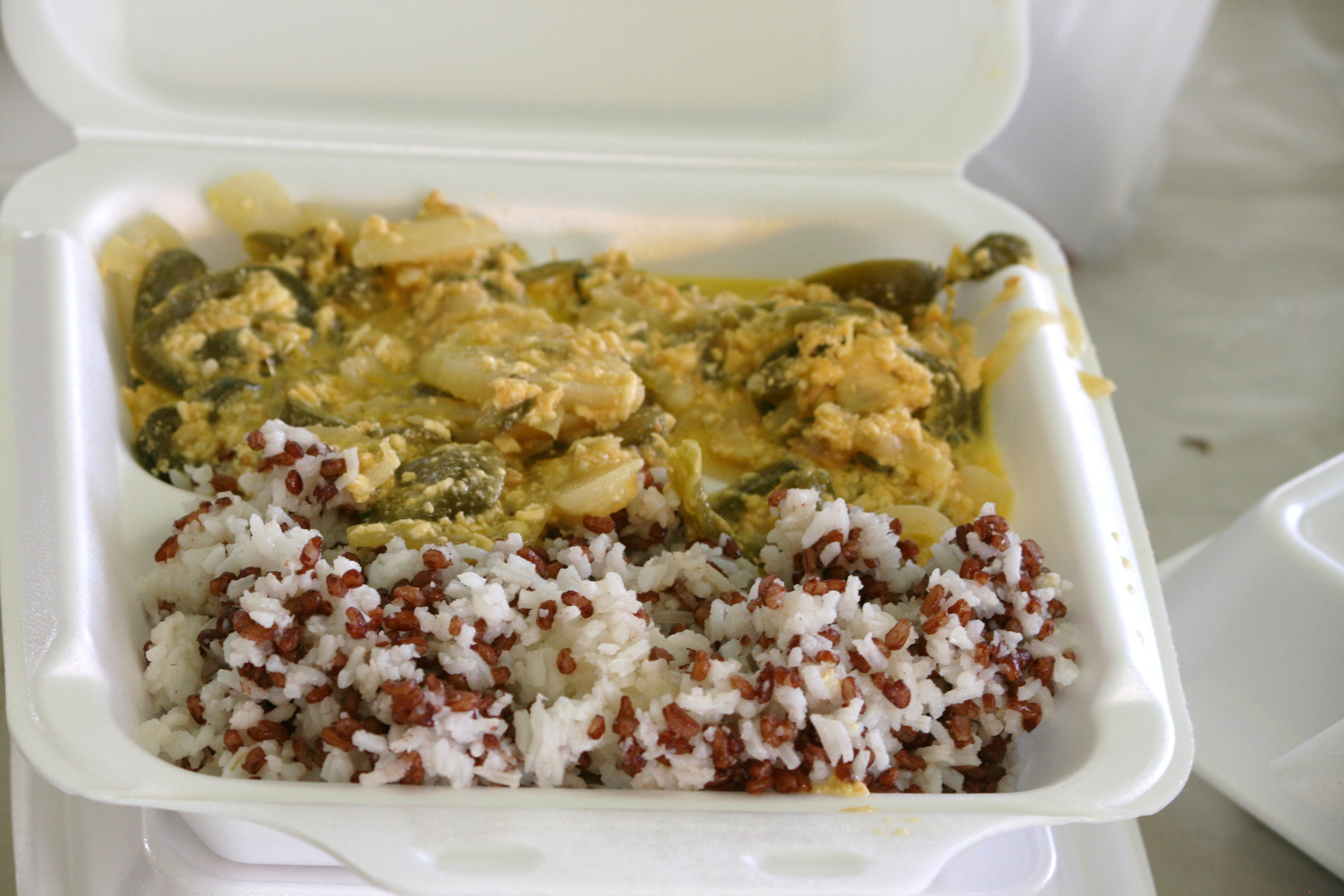
Бутанська національна страва хемадаці (ཨེ་མ་དར་ཚིལ།) з рисом (суміш бутанського червоного рису та білого рису)

У бутанській кухні використовується багато червоного рису (як коричневий рис за консистенцією, але з горіховим смаком, єдиний сорт рису, який росте на великих висотах), гречки та все частіше кукурудзи. У раціон на пагорбах також входять курка, м'ясо яка, в'ялена яловичина, свинина, свинячий жир, баранина. Вона має багато спільного з тибетською кухнею.

### Індійська кухня
Індійська кухня характеризується витонченим і тонким використанням багатьох індійських спецій. Існує також широко поширена практика вегетаріанства в суспільстві, хоча, загалом, меншість. Індійська кухня — одна з найрізноманітніших кухонь світу, кожне сімейство цієї кухні характеризується широким асортиментом страв і технікою приготування. Як наслідок, індійська кухня відрізняється від регіону до регіону, відображаючи різноманітні демографічні особливості етнічно різноманітного субконтиненту. Релігійні вірування та культура Індії відіграли впливову роль в еволюції її кухні. На нього вплинула кухня Близького Сходу, кухня Південно-Східної Азії, кухня Східної Азії та кухня Середньої Азії, а також середземноморська кухня через історичні та сучасні міжкультурні взаємодії з цими сусідніми регіонами.
Регіональна кухня становить:
- Кухні Східної Індії:
  - Бенгальська кухня
  - Кухня Чгаттісгарга
  - Кухня Одиші
  - Кухня бгоджпурі[5]

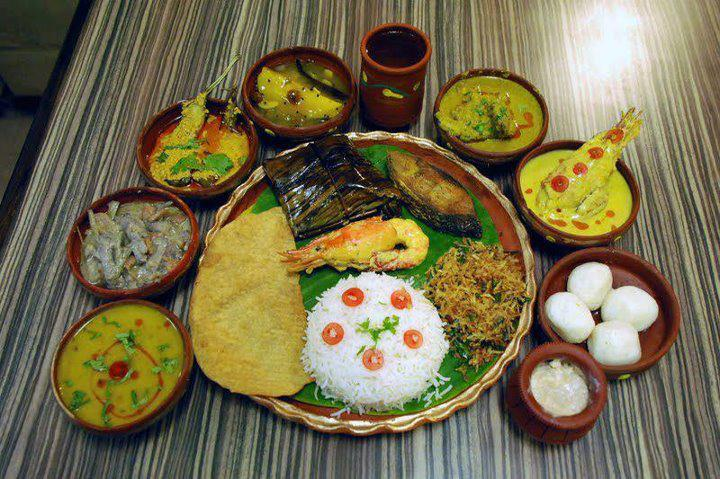
Рибне бенгальське борошно
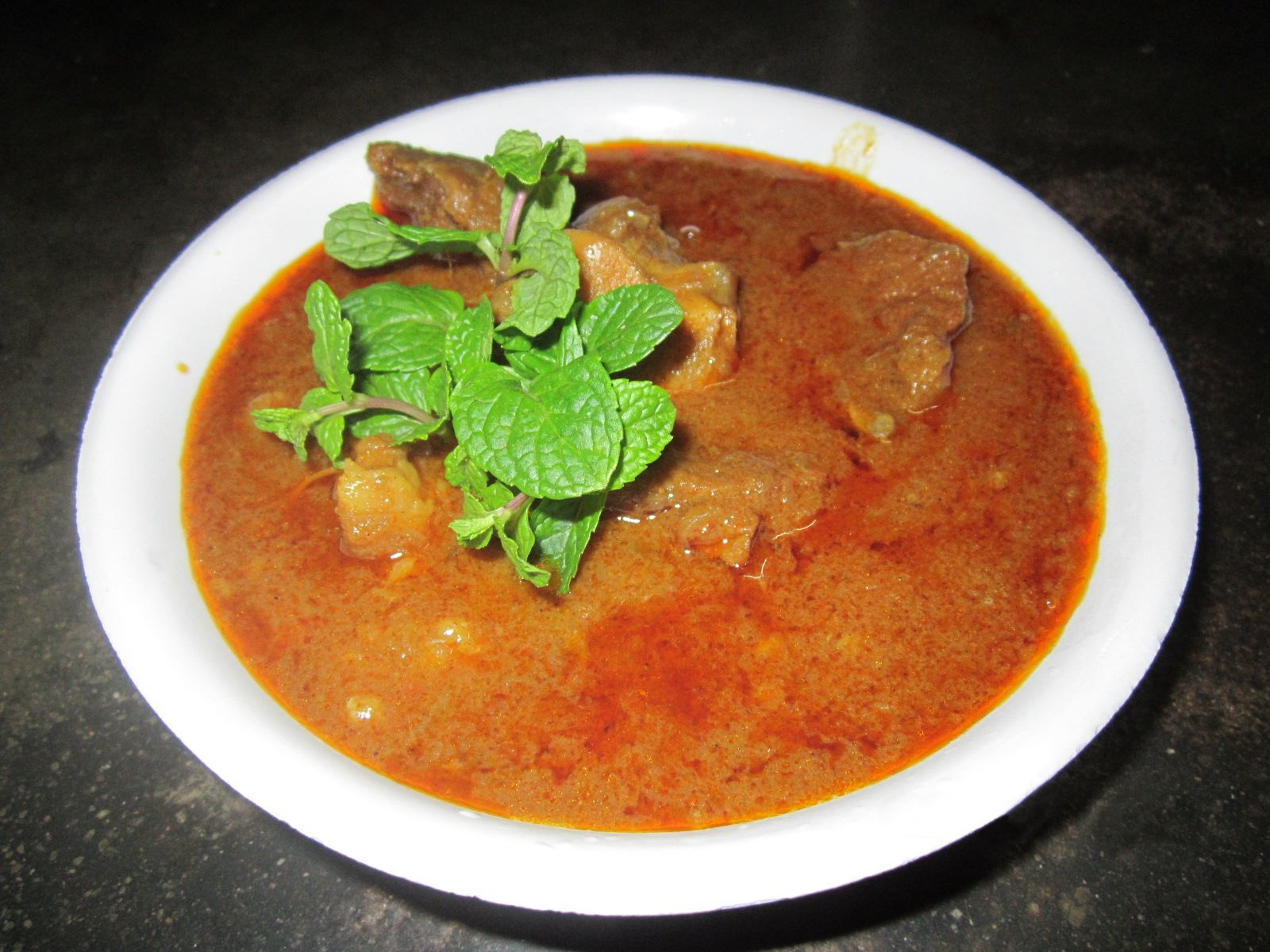
Бараняче карі по-одішськи
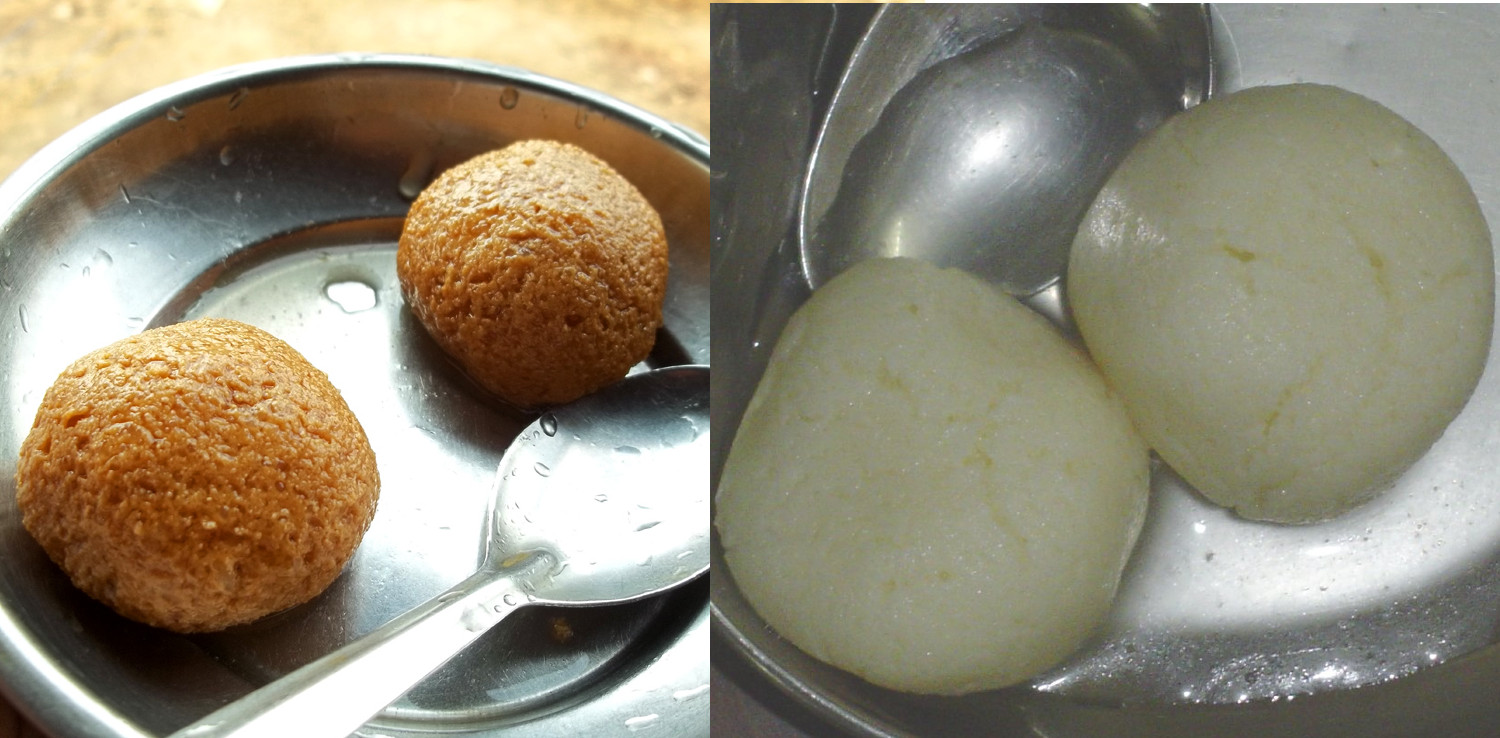
Расгулла — відомий сироподібний десерт зі Східної Індії

- Кухні північно-східної Індії:
  - Ассамська кухня
  - Аруначальська кухня
  - Мегалайська кухня
  - Маніпурська кухня
  - Назька кухня
  - Мізонська кухня
  - Сіккімська кухня
  - Трипурська кухня
  - Непальська кухня
  - Джаркхандська кухня
  - Мейтільська кухня
  - Біхарська кухня
  - Бгоджпурська кухня

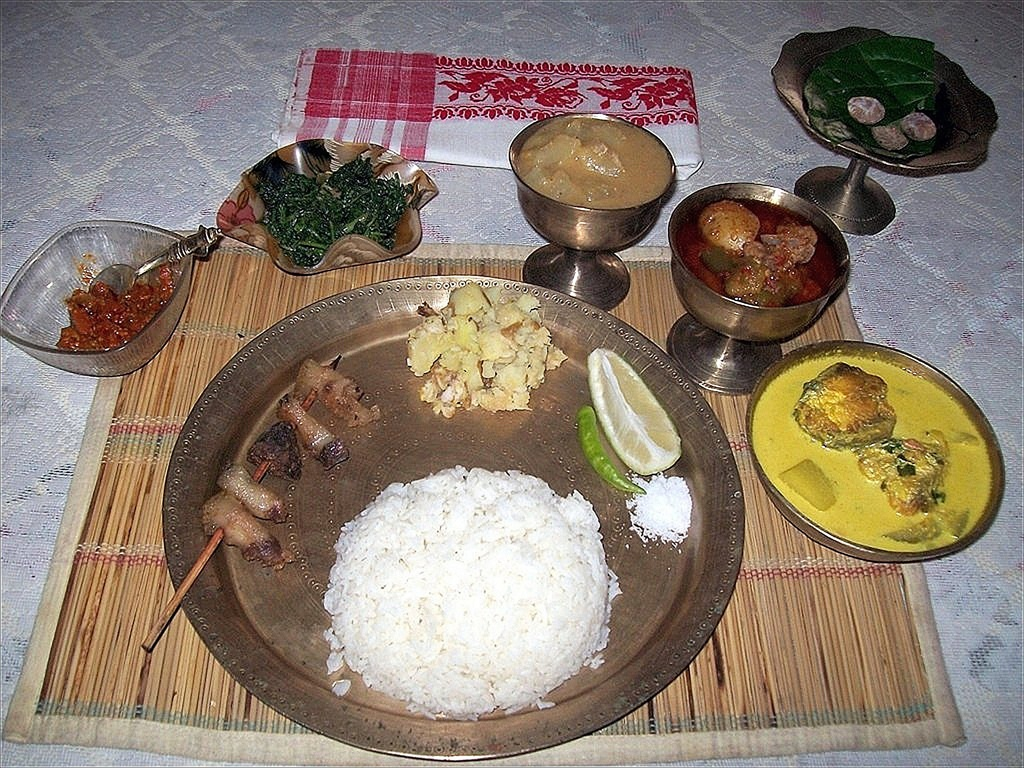
Ассамське тхалі
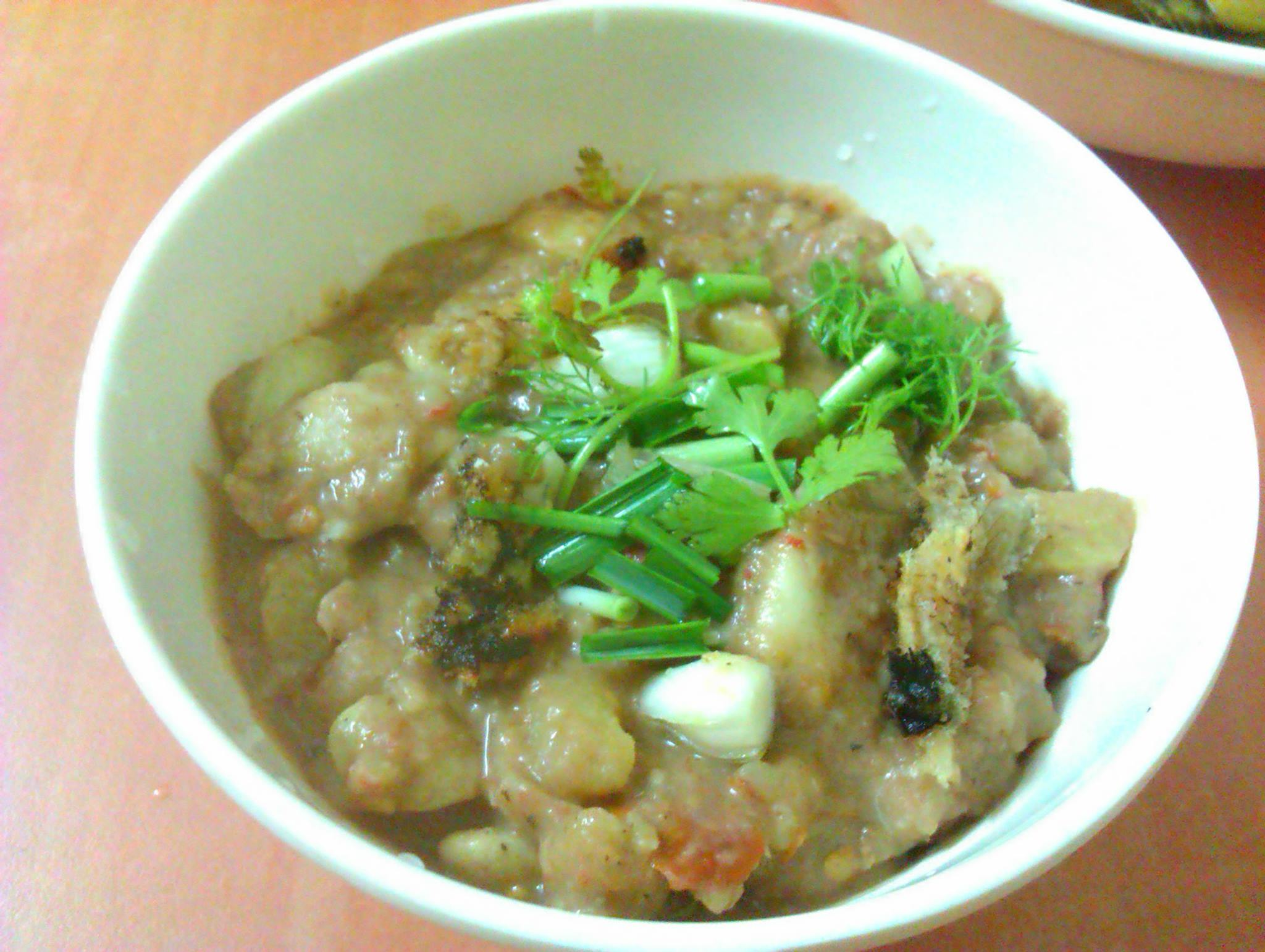
Невегетаріанська еромба з Маніпуру
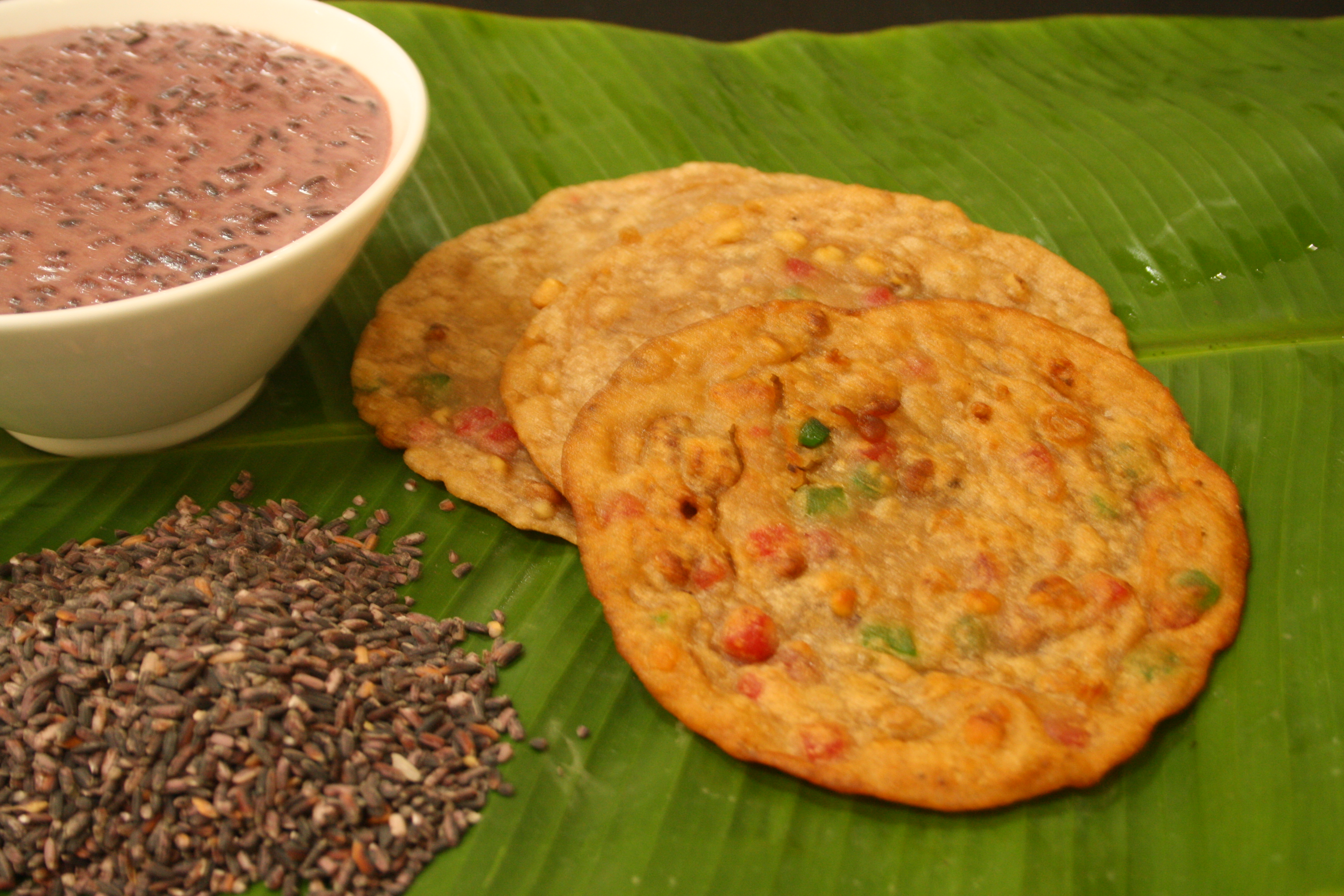
Тан нґанґ хліб із Маніпуру
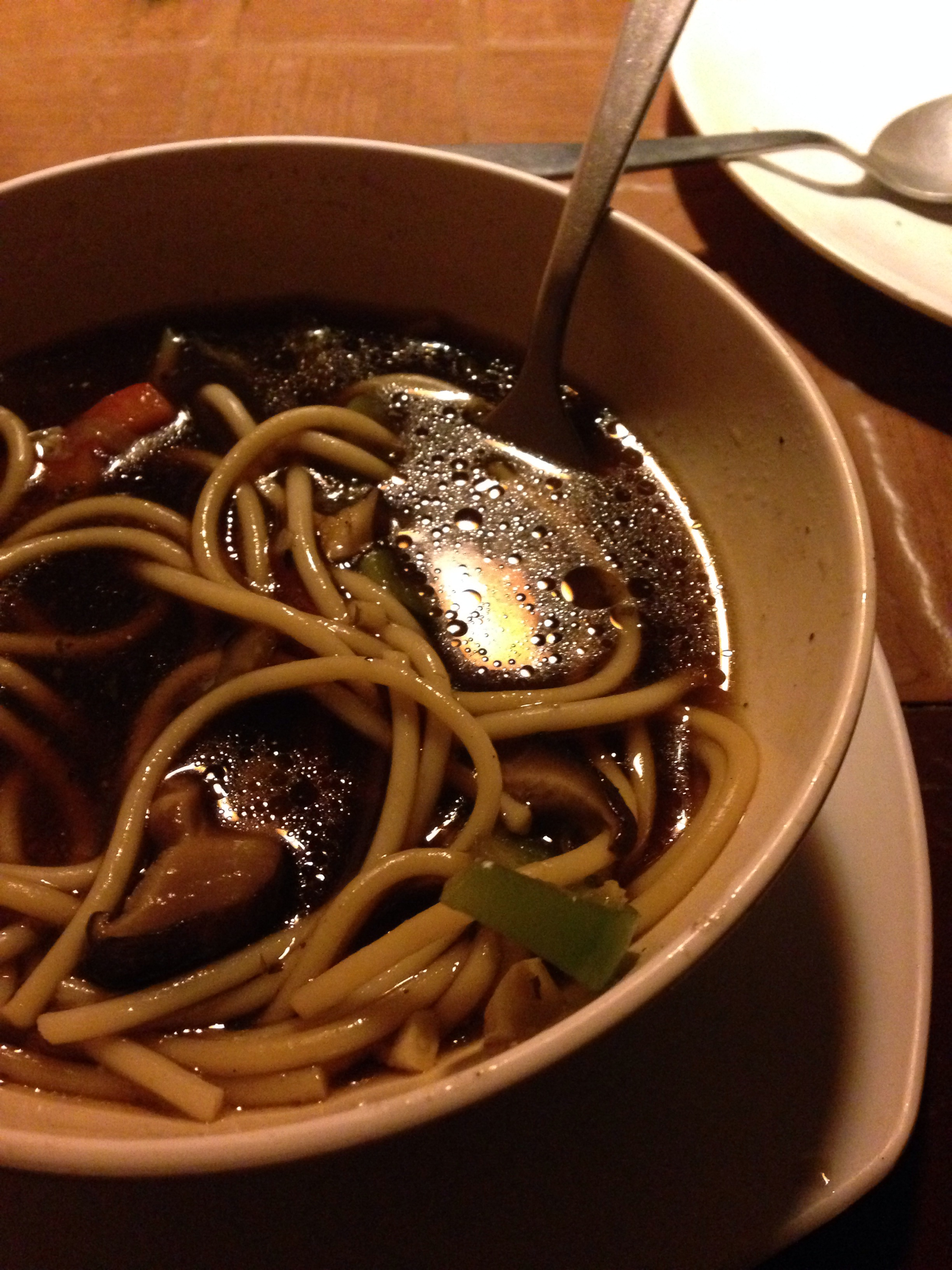
Тхукпа з Сіккіму

- Кухні Північної Індії:
  - Авадська кухня
  - Кухня штату Уттар-Прадеш
  - Хімачальська кухня
  - Кашмірська кухня
  - Кумаонська кухня
  - Тибетська кухня
  - Муглайська кухня
  - Пенджабська кухня
  - Раджастханська кухня

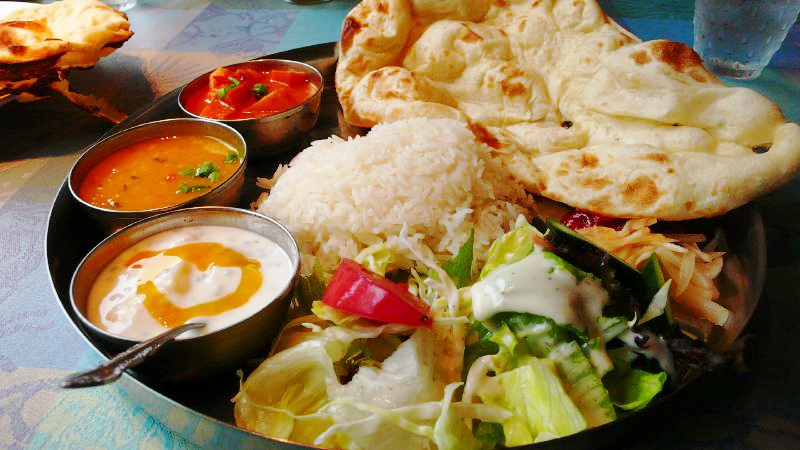
Традиційний північноіндійський вегетаріанський тхалі, Індія
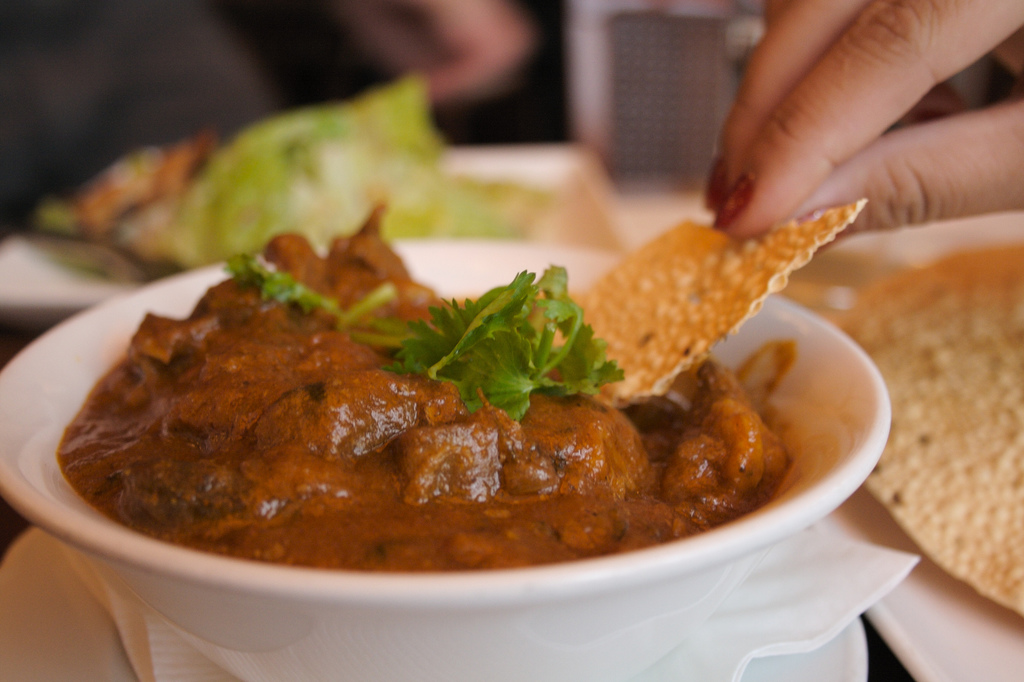
Роґан джош — популярна кашмірська страва з Індії
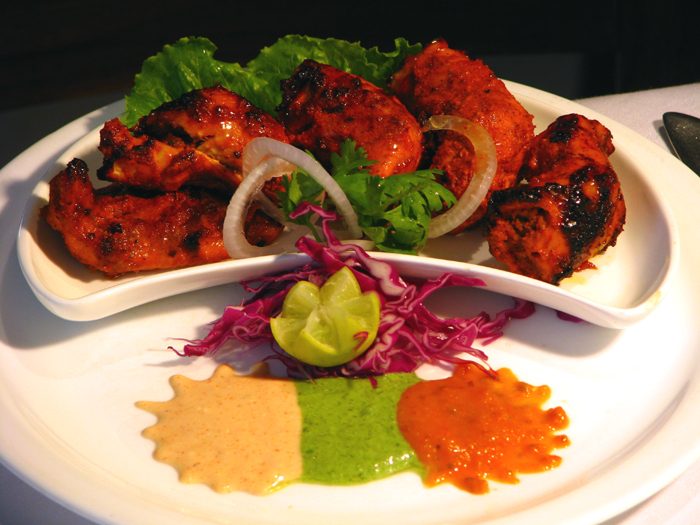
Куряча тікка в Індії є популярною стравою пенджабської кухні
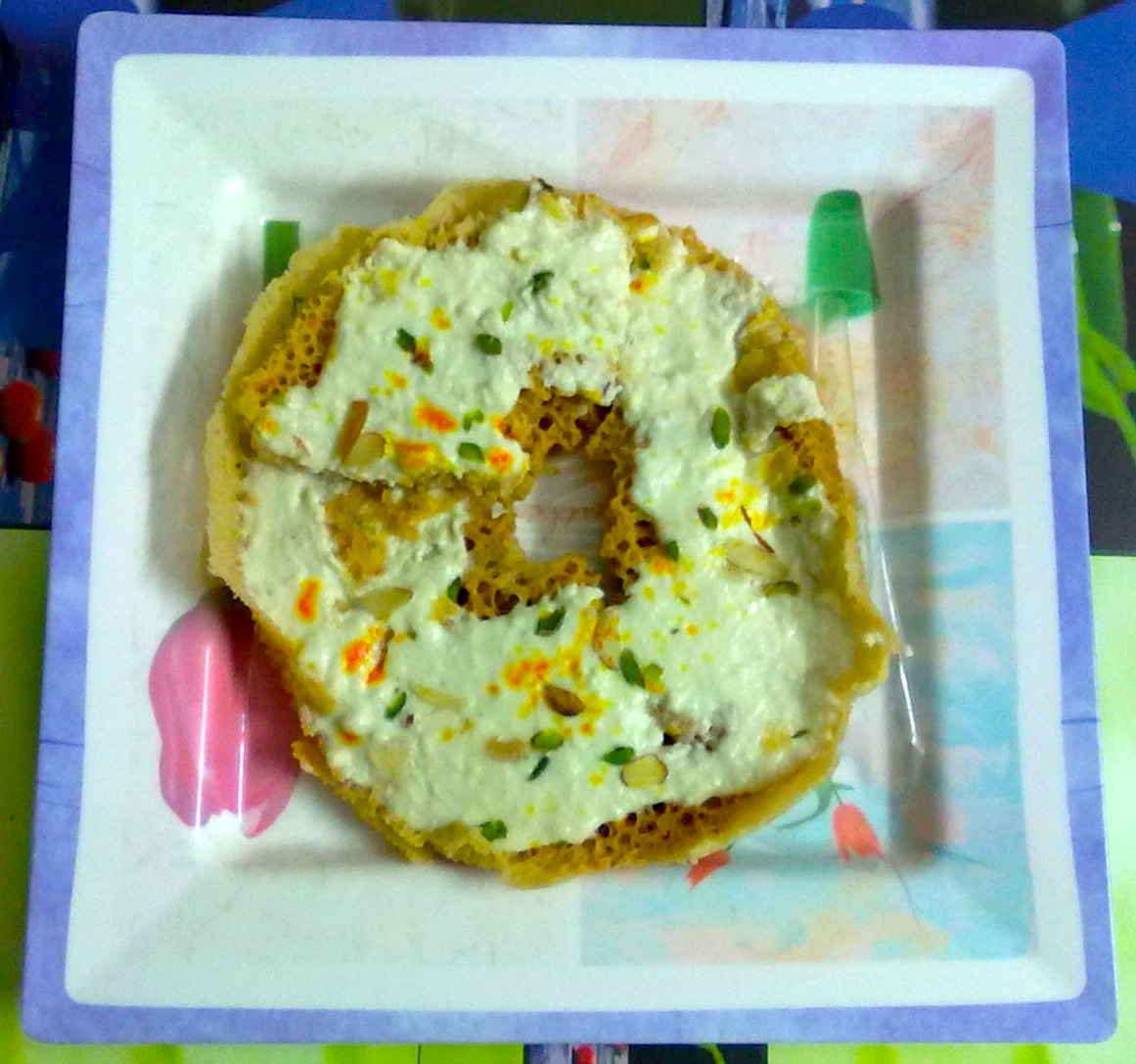
Ґгевар — популярний солодкий десерт із Раджастхану

- Кухні південної Індії:
  - Четтинадська кухня
  - Мальдівська кухня (мінікой)
  - Гайдарабадська кухня
  - Керальська кухня
  - Карнатакська кухня
  - Мангалорська кухня
  - Тамільська кухня
  - Телугуська кухня
  - Талассерська кухня
  - Кухня Удупі

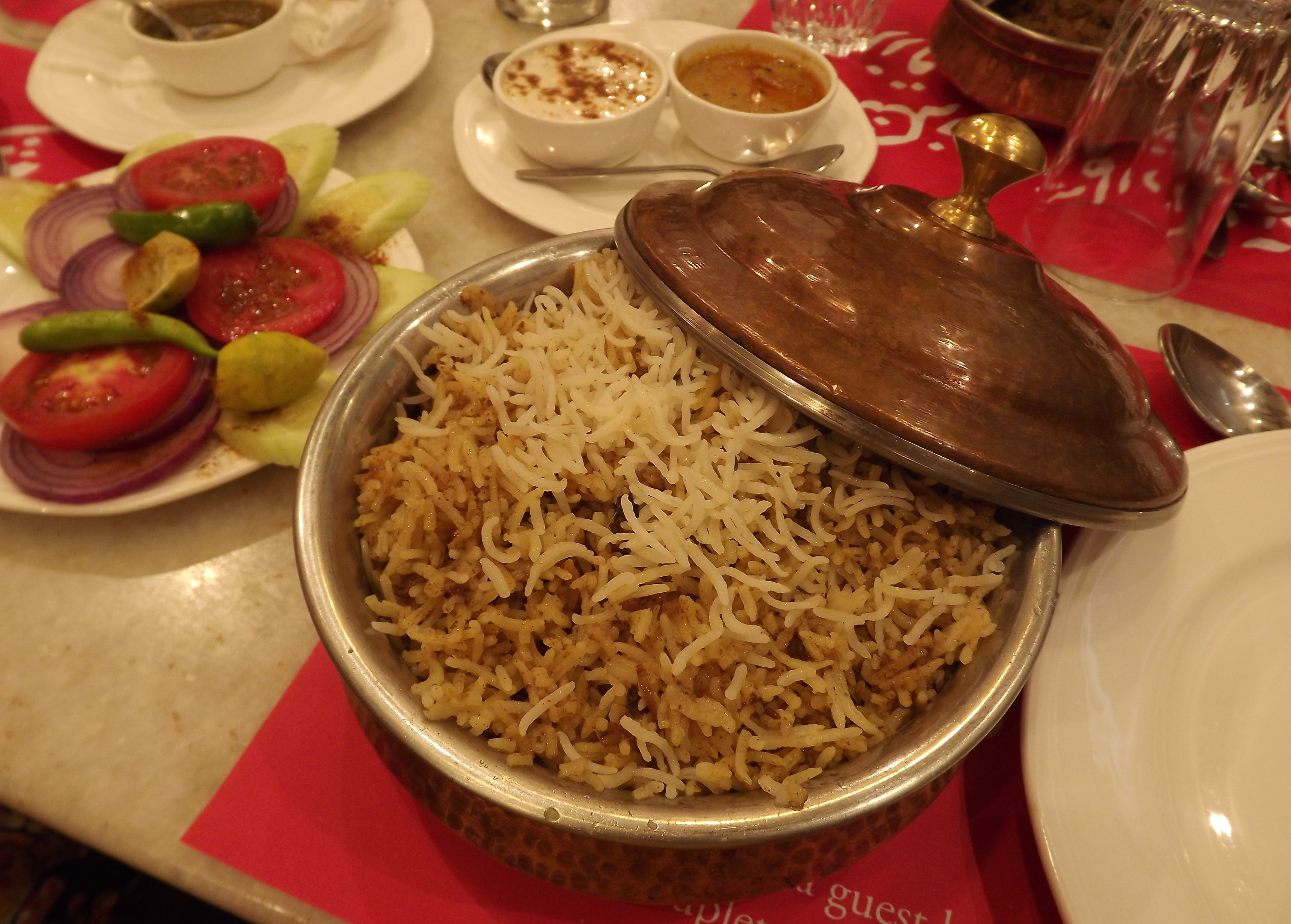
Гайдерабадський дум бір'яні, Індія
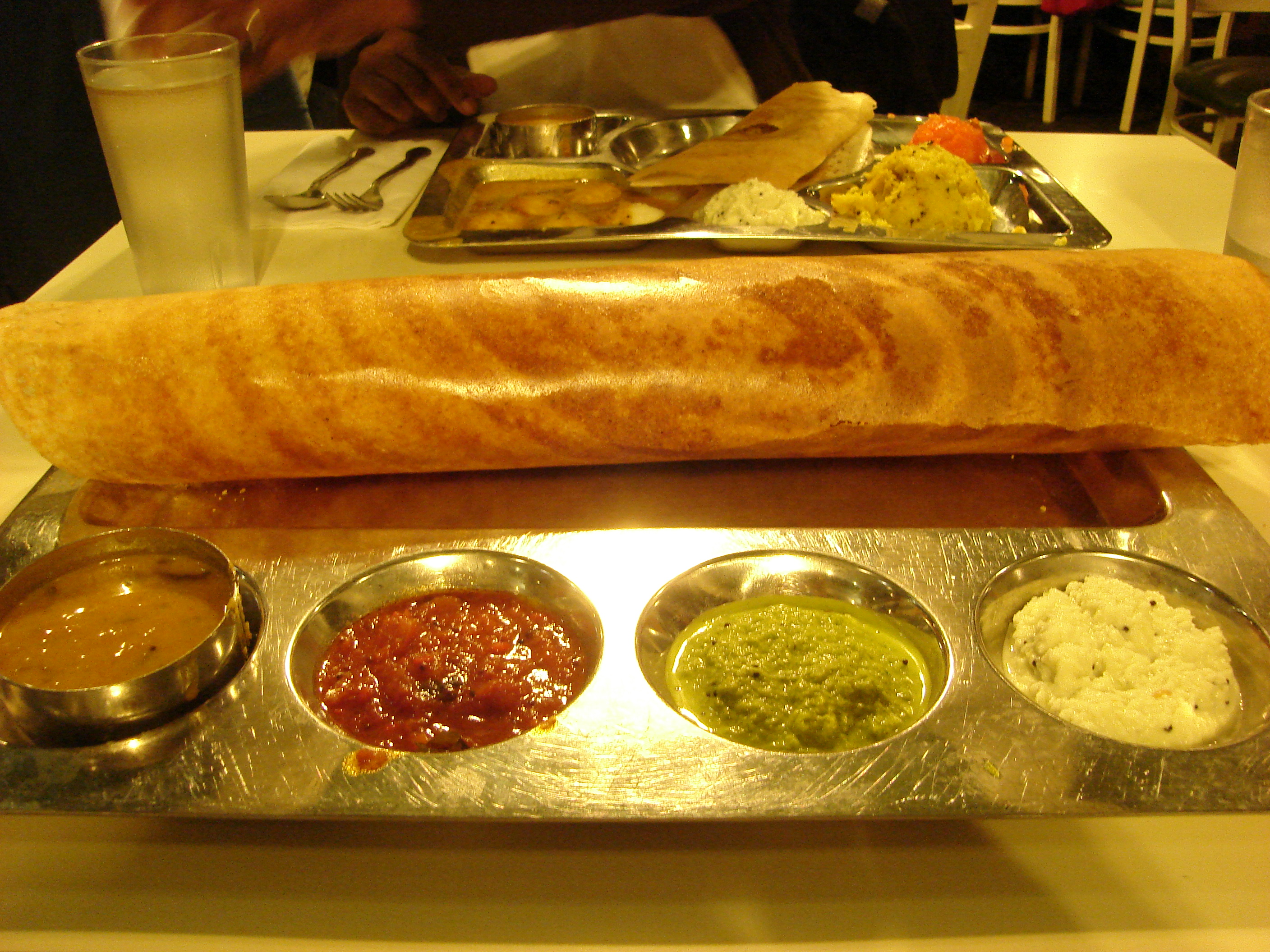
Доса подається з самбаром і чатні
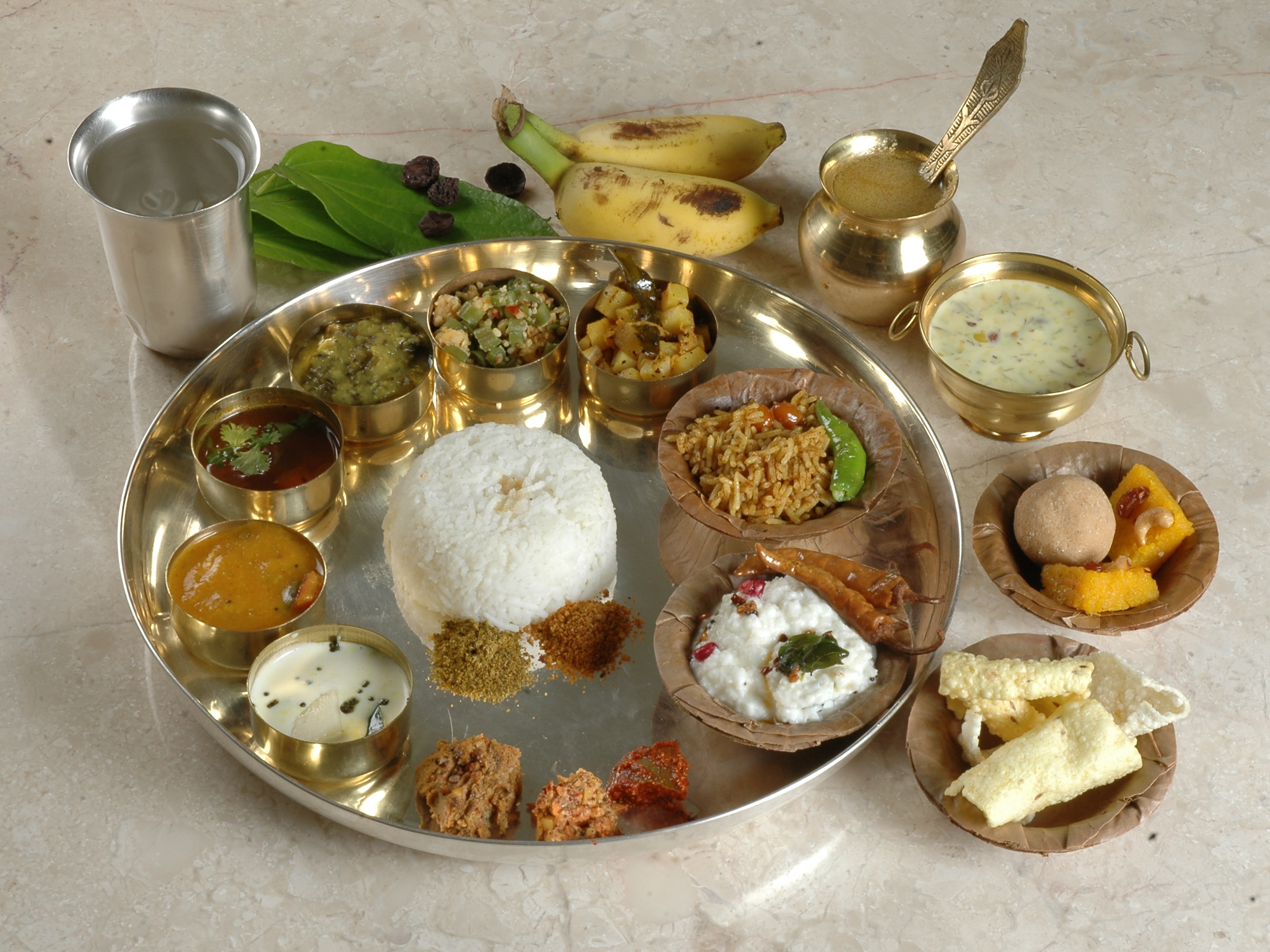
Південноіндійська вегетаріанська талі, Індія
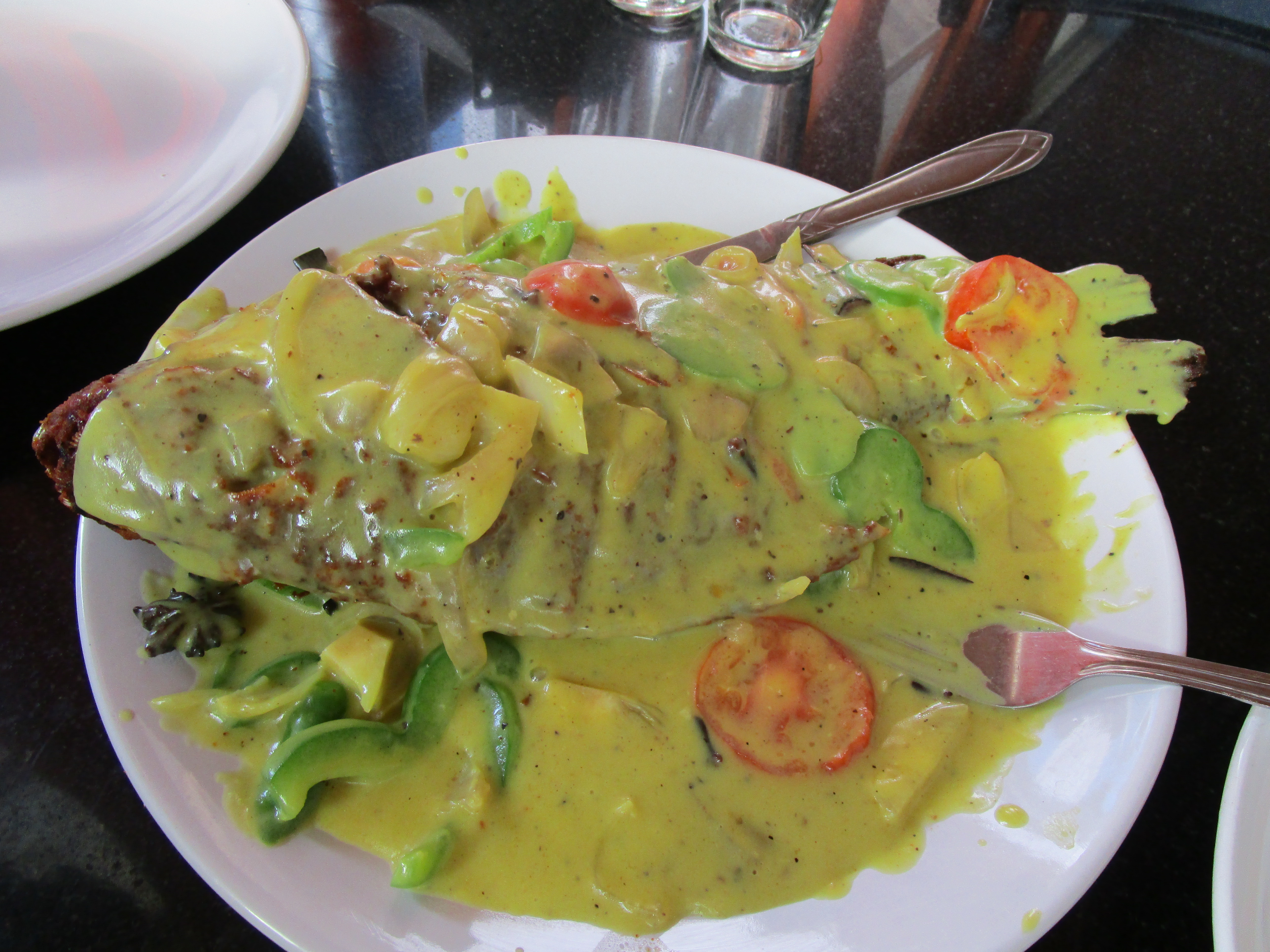
Рибний мулі в стилі Керала

- Західноіндійська кухня:
  - Гоанська кухня
  - Гуджаратська кухня
  - Махараштрійська кухня
  - Мальванська кухня
  - Парська кухня
  - Синдська кухня

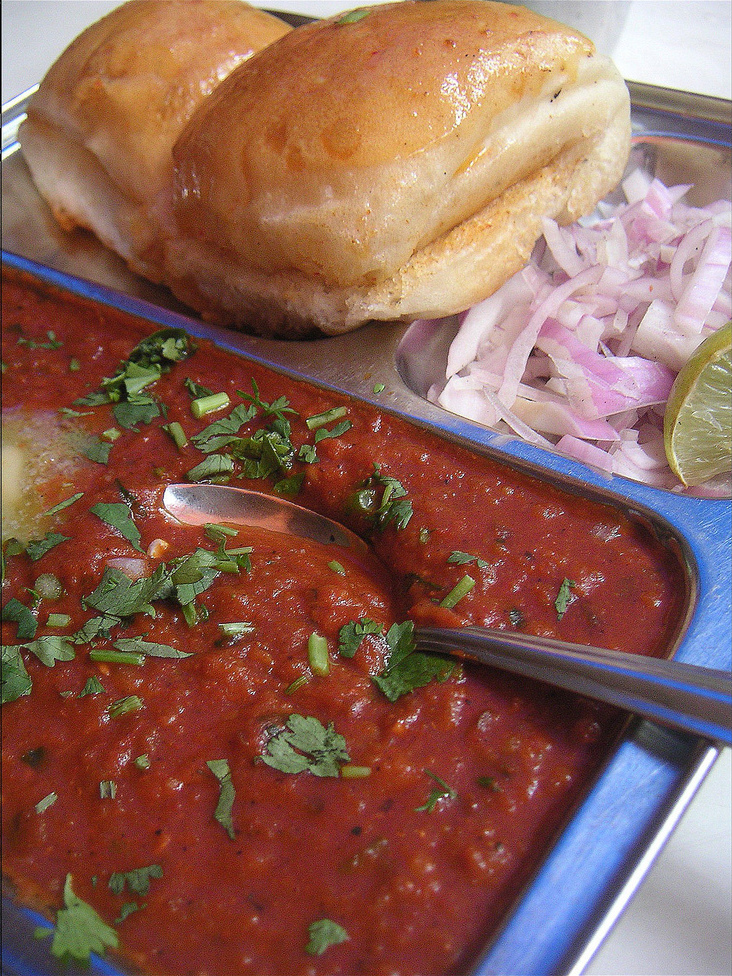
Пав бгаджі — популярний фаст-фуд із Мумбаї,Махараштра
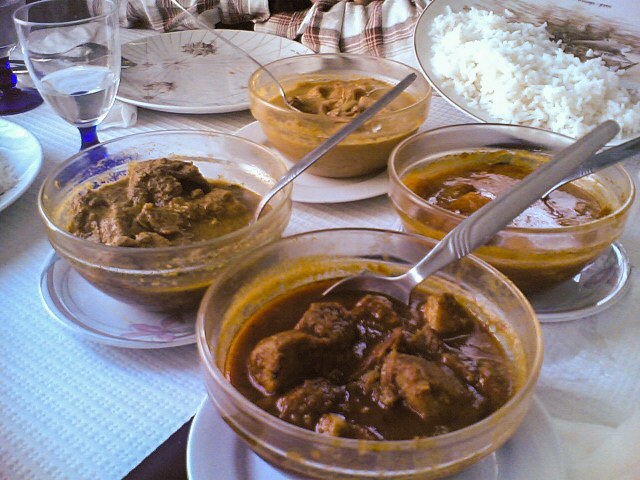
Свинячий віндалу подається в ресторані у Гоа
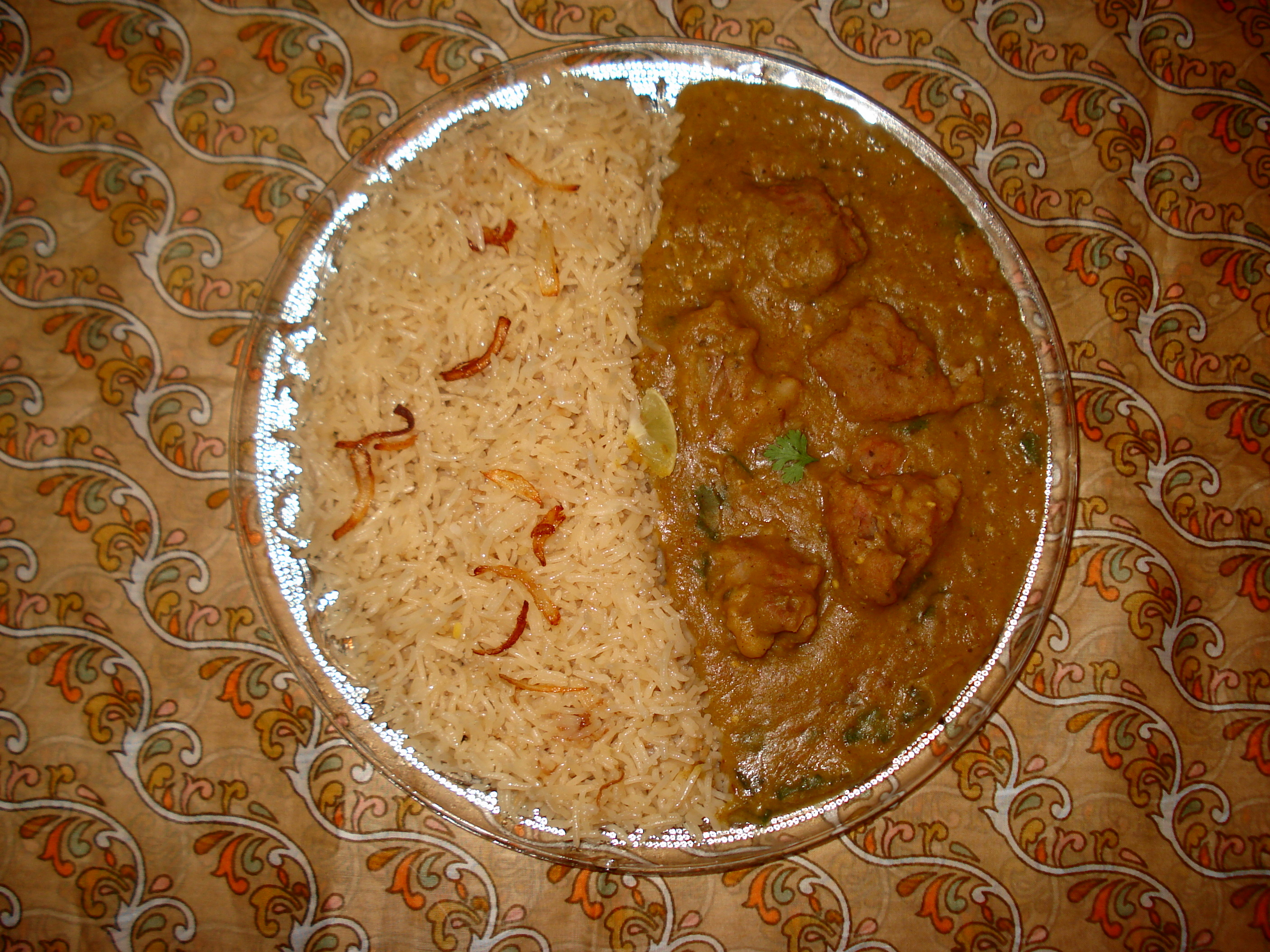
Дгансак — відома страва парсі з Гуджарату

- Інші індійські кухні:
  - Індійська китайська кухня
  - Джайнське вегетаріанство
  - Індійський фастфуд

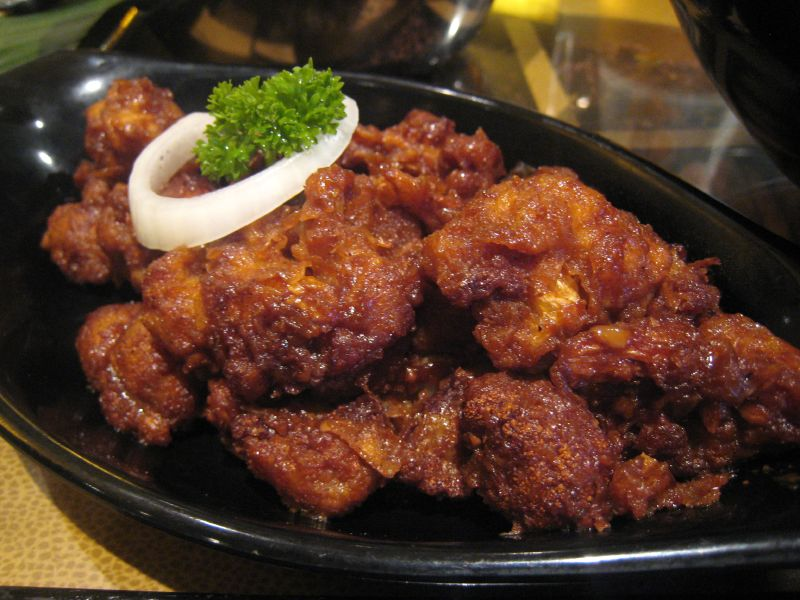
Популярна індійська китайська страва
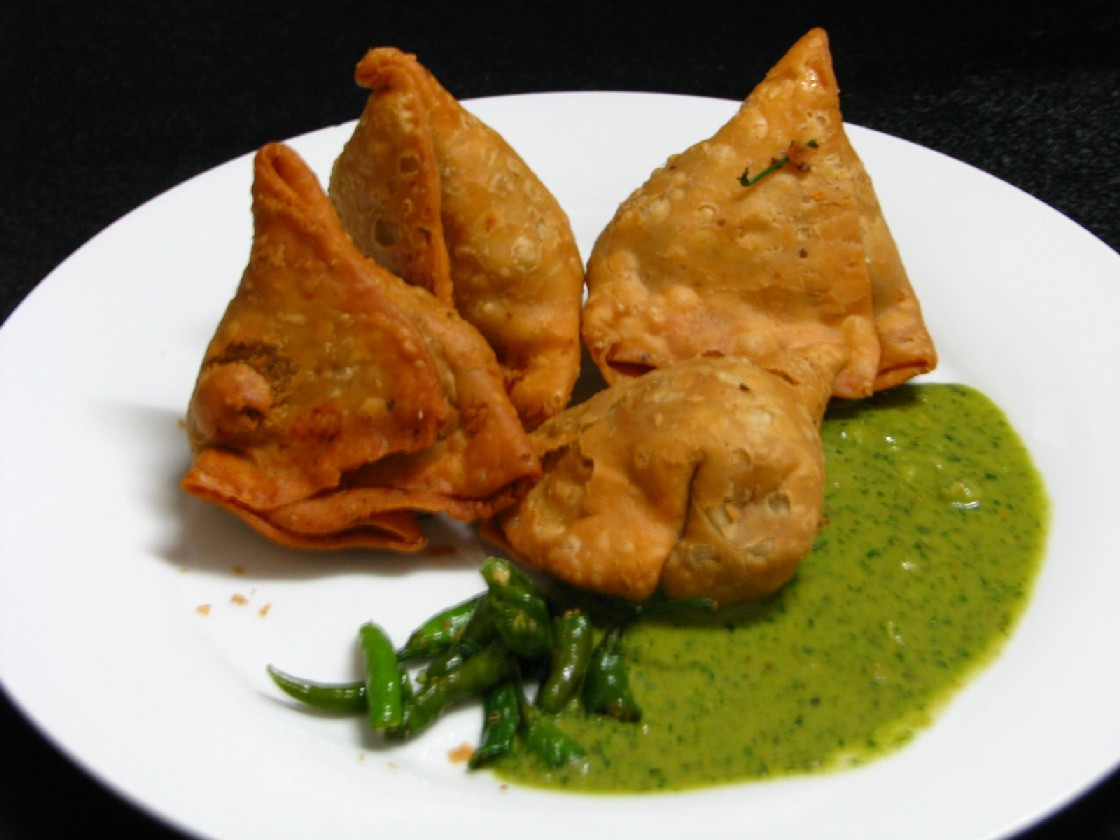
Самоса з чатні пудіна

### Мальдівська кухня
Мальдівська кухня, яка також називається кухнею дгивегі, є кухнею нації Мальдівів та Мінікоя, Індія. Традиційна кухня мальдівців базується на трьох основних продуктах та їх похідних: кокосах, рибі та крохмалі.

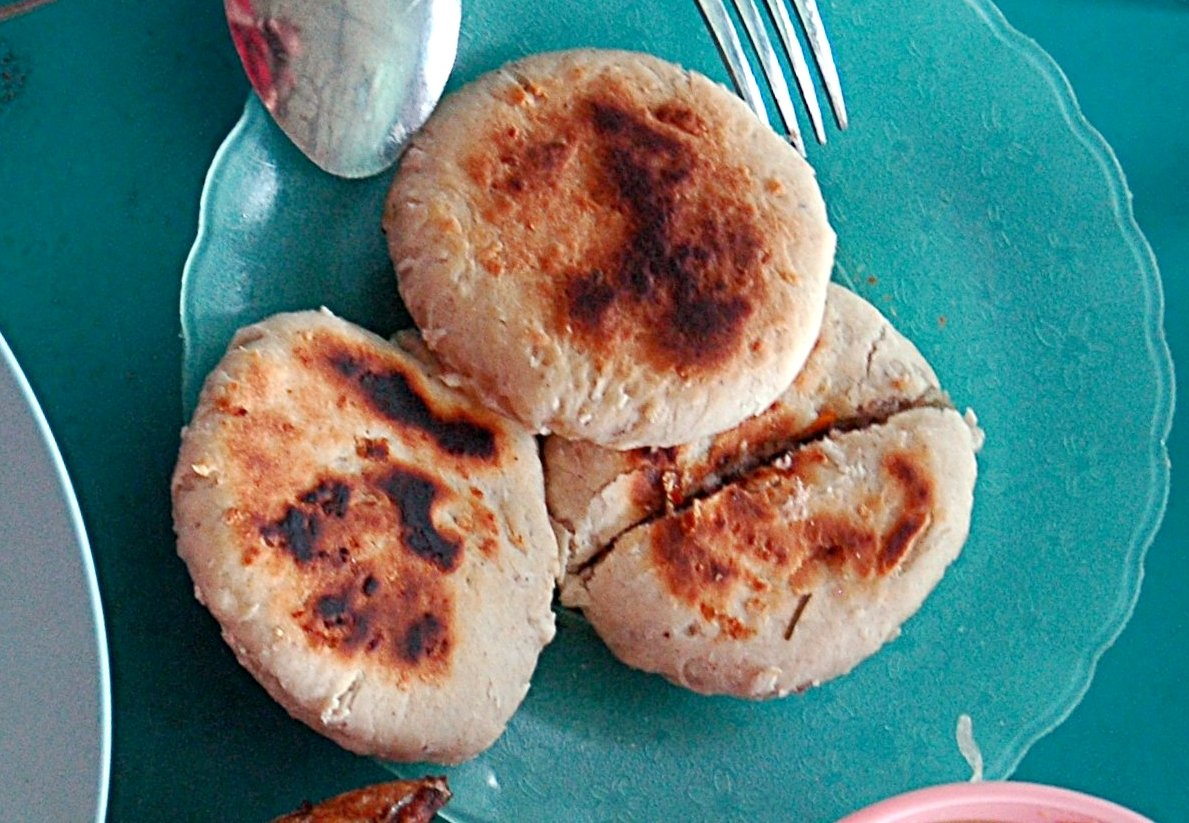
Мальдівські пікантні закуски масросхі
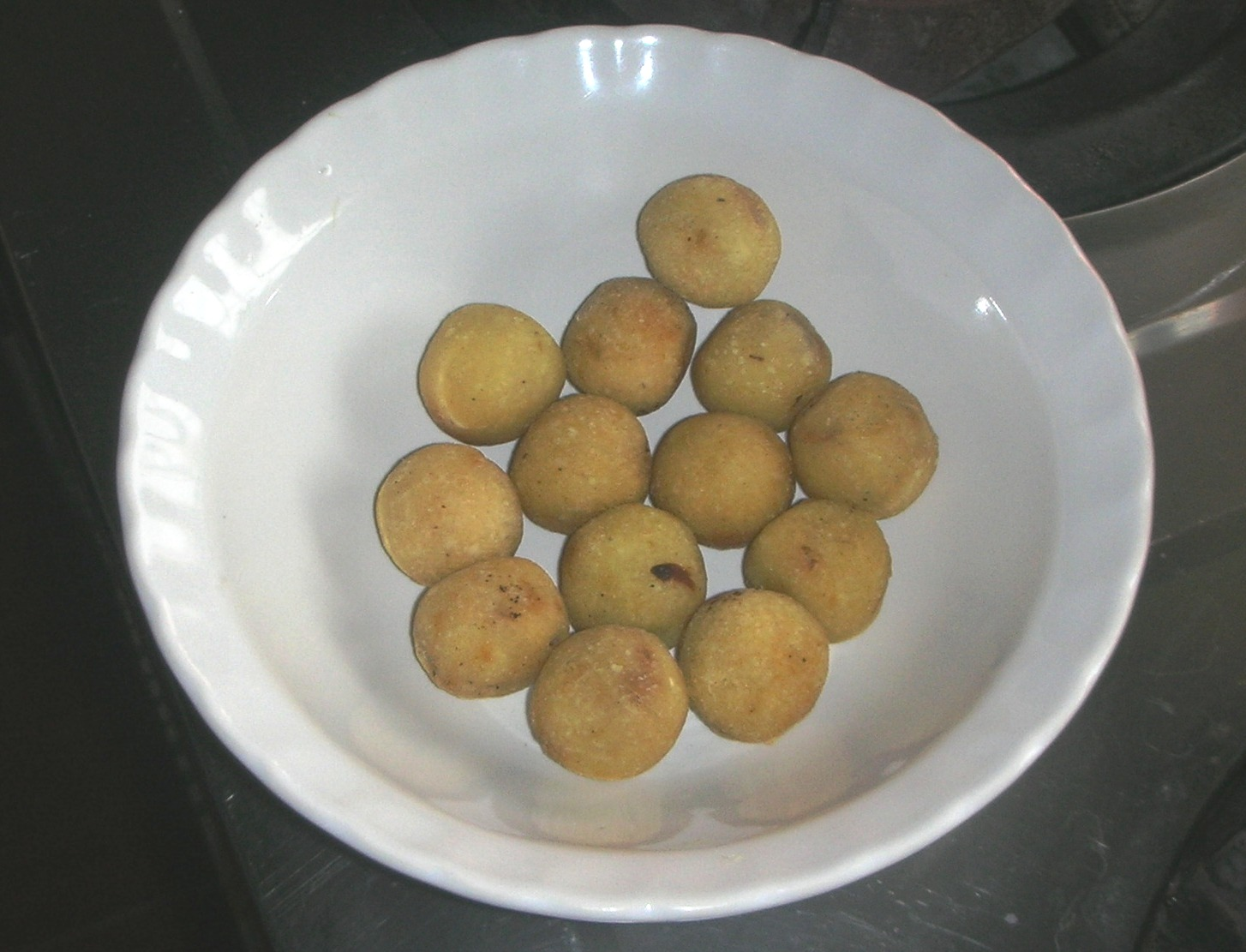
Ґулга — популярна закуска на Мальдівах

### Непальська кухня
Непальська кухня складається з різноманітних кухонь, заснованих на етнічній приналежності, ґрунті та кліматі, що пов'язано з культурним розмаїттям і географією Непалу. Дал-бгат (неп. दाल भात तरकारी) споживають у всьому Непалі. Непальська кухня має значний вплив індійської та тибетської кухонь сусідніх країн.
Непальська кухня:
- Нева кухня
- Тибетська кухня
- Мейтільська кухня

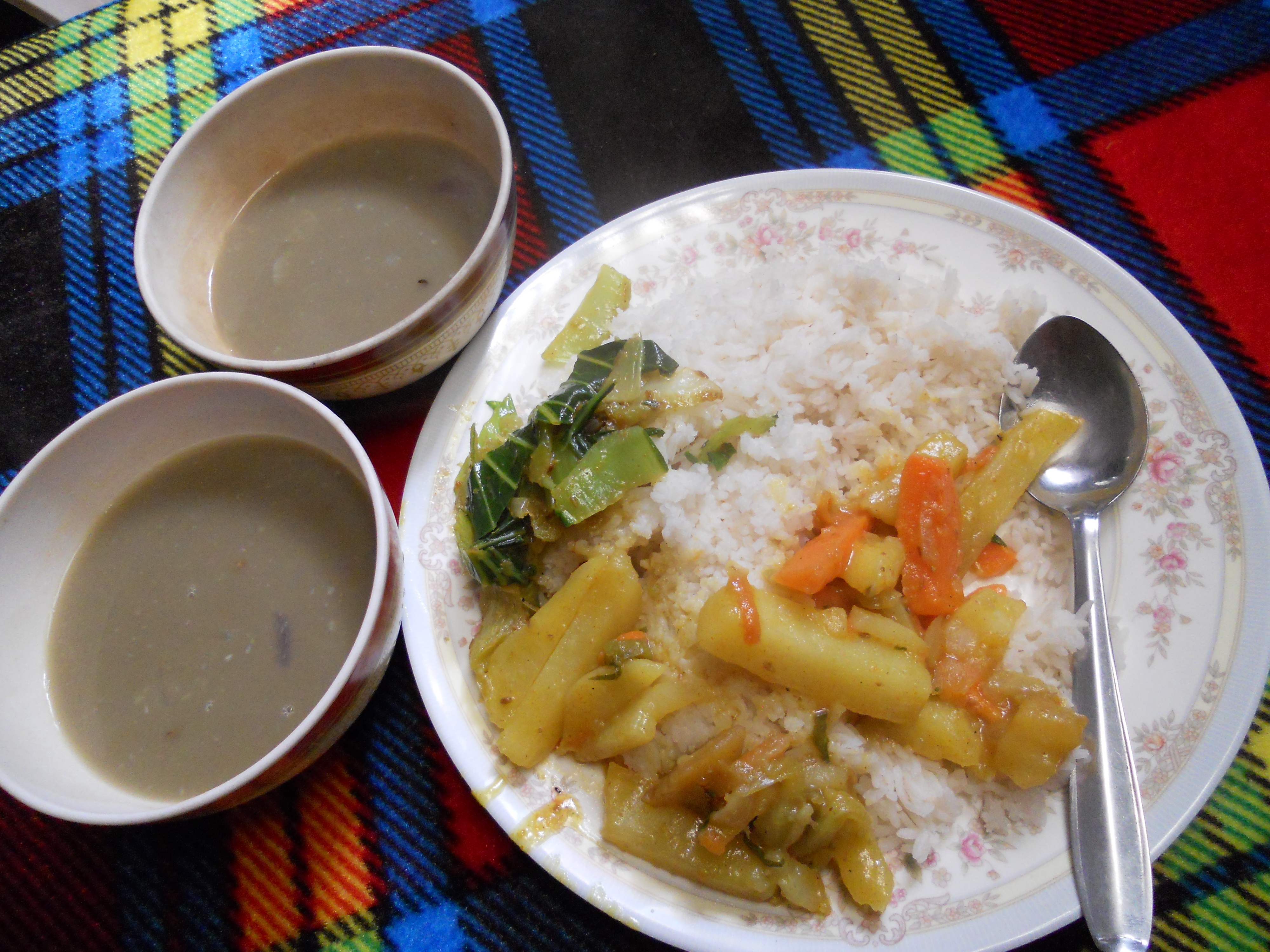
Дал-бгат — традиційна страва непальської кухні
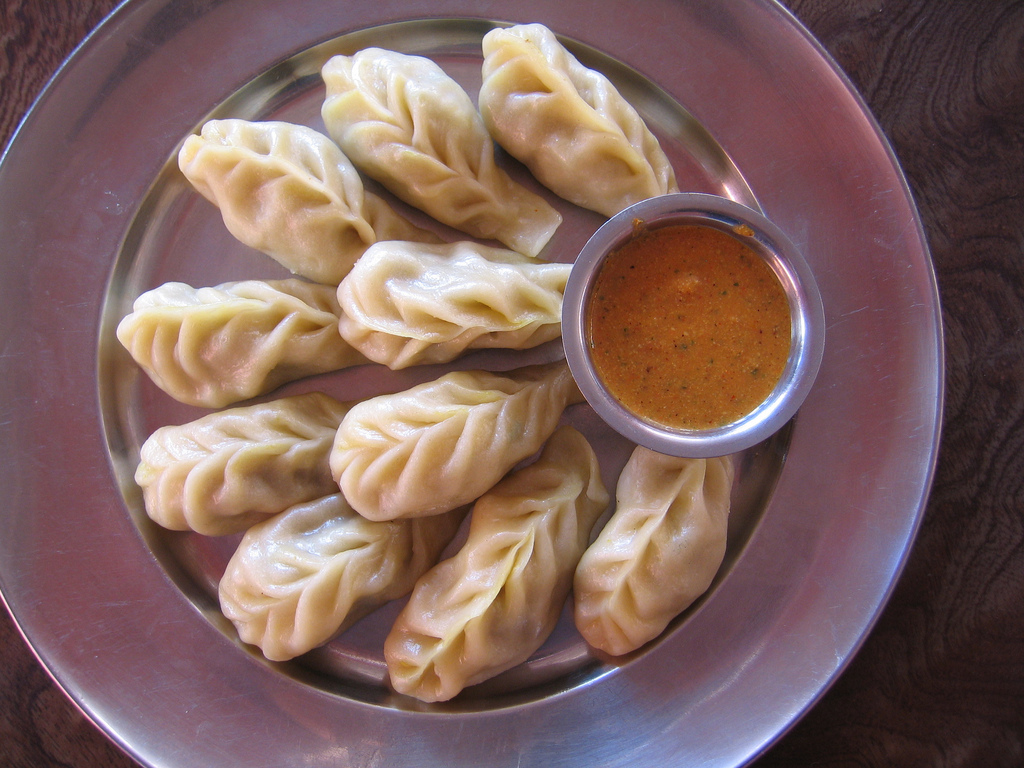
Тарілка момо в Непалі

### Пакистанська кухня
Пакистанська кухня (урду پاکستانی پکوان) є частиною більшої південноазійської кухні зі значним впливом кухонь Західної та Центральної Азії через її географічне розташування та вплив. Унаслідок спадщини Великих Моголів Пакистан також взаємно успадкував багато рецептів і страв тієї епохи разом із Індійською Республікою.
Регіональні кухні:
- Белуджська кухня
- Читральська кухня
- Калашська кухня
- Лахорська кухня
- Карачійська кухня
- Пуштунська кухня
- Пенджабська кухня
- Сарайська кухня
- Синдська кухня

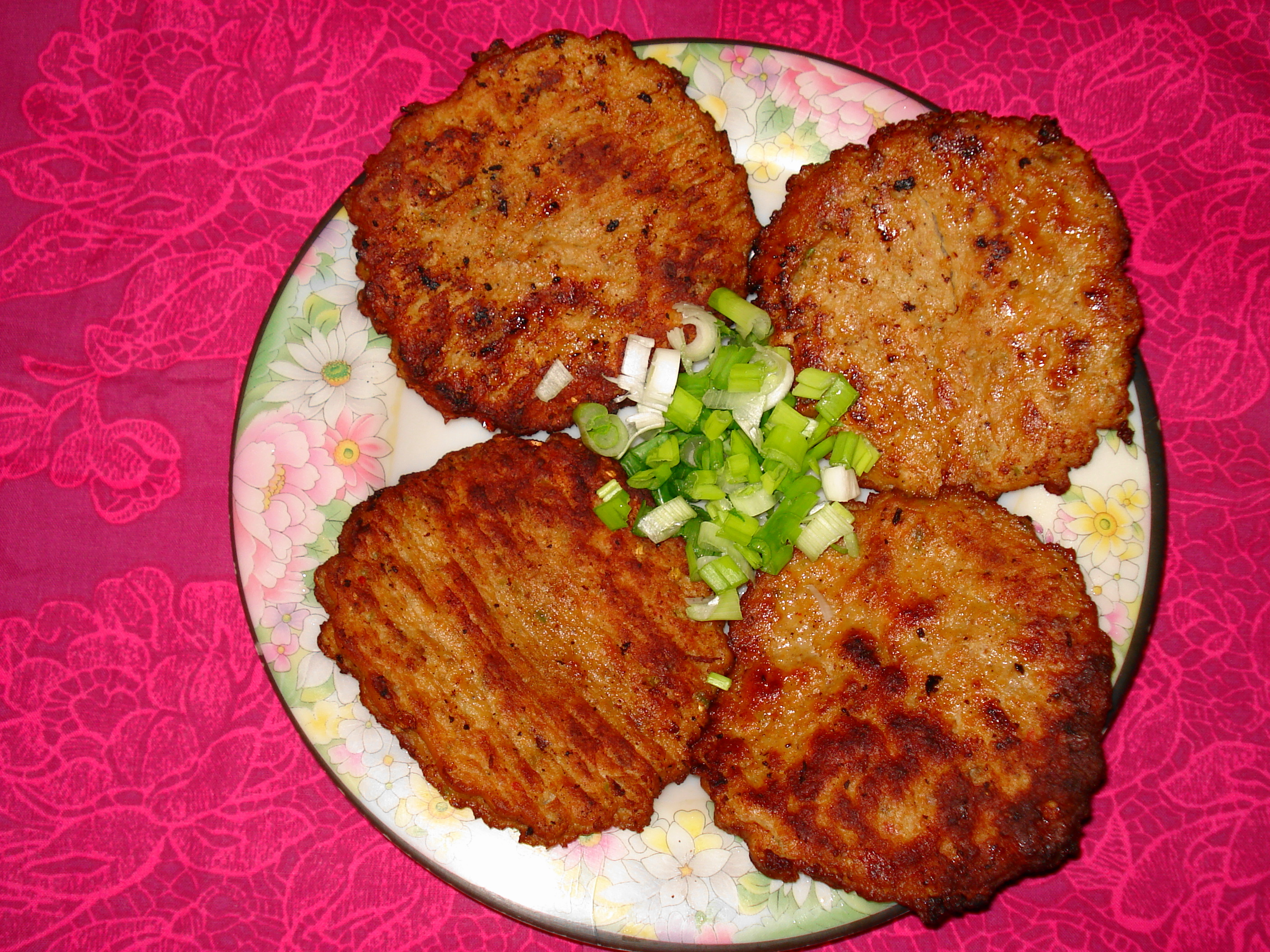
Чаплі кебаб, популярний шашлик із Пуштуністану
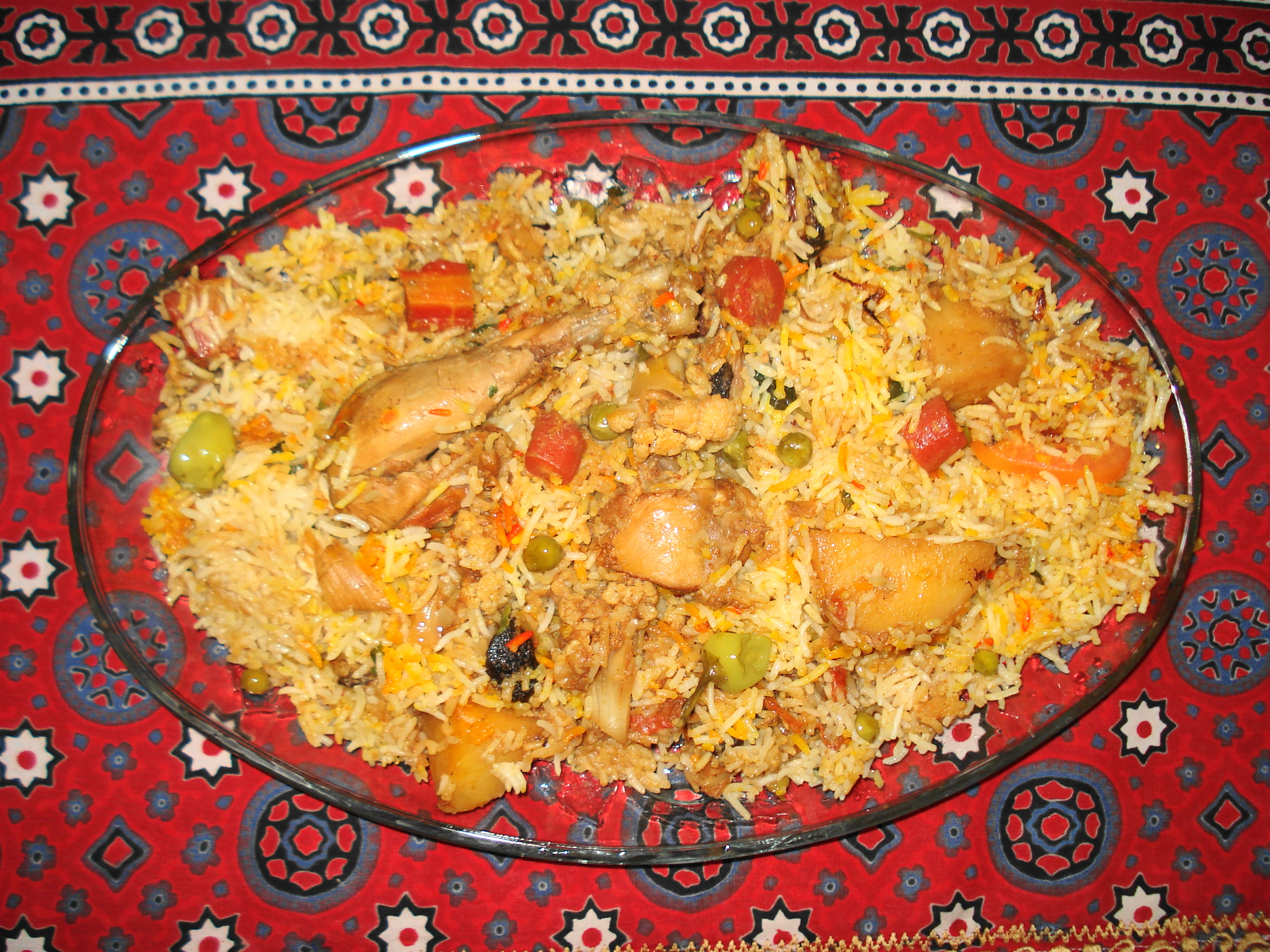
Сіндхі бір'яні
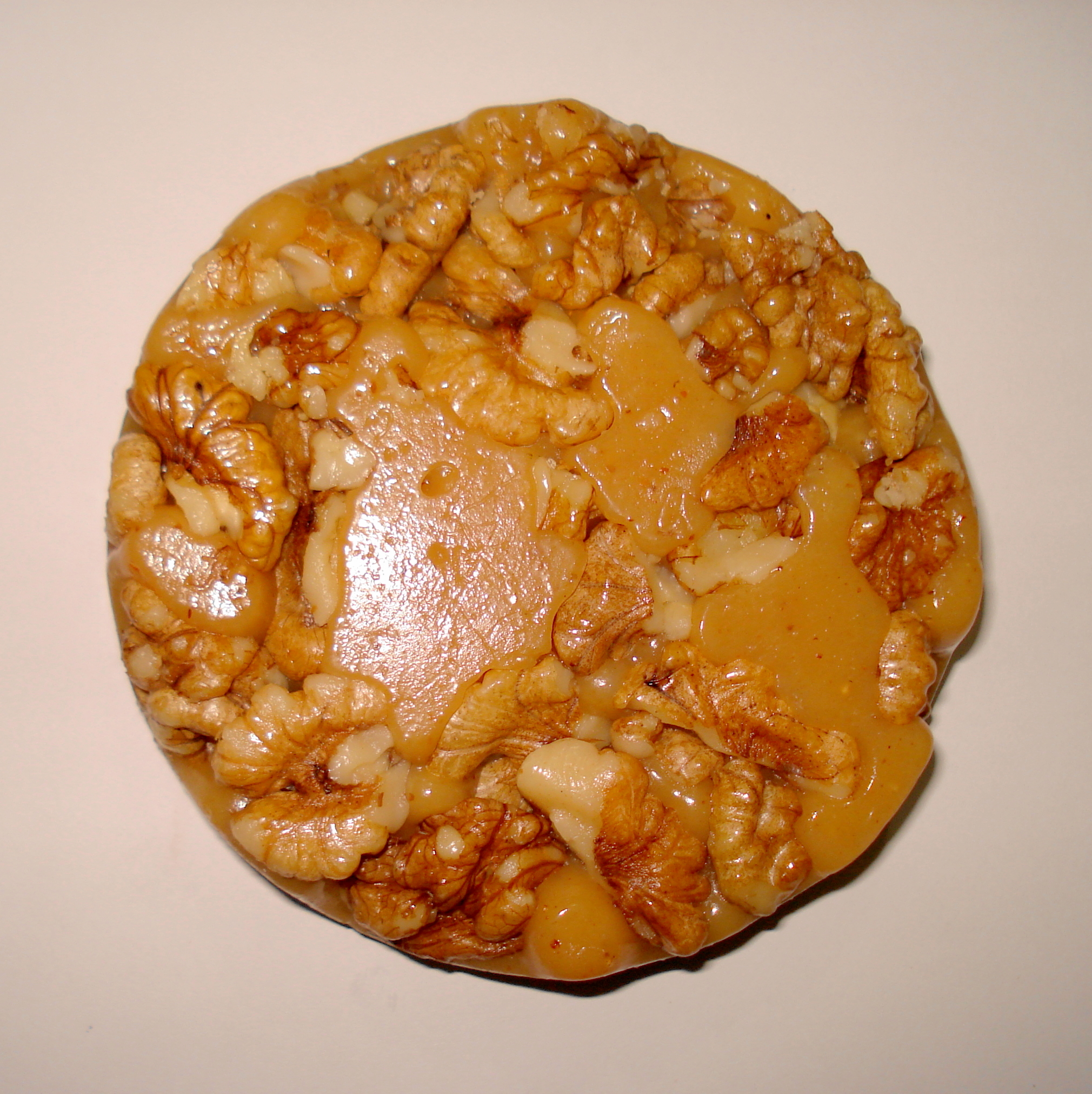
Сохан халва з Мултана, популярний десерт Сарайки
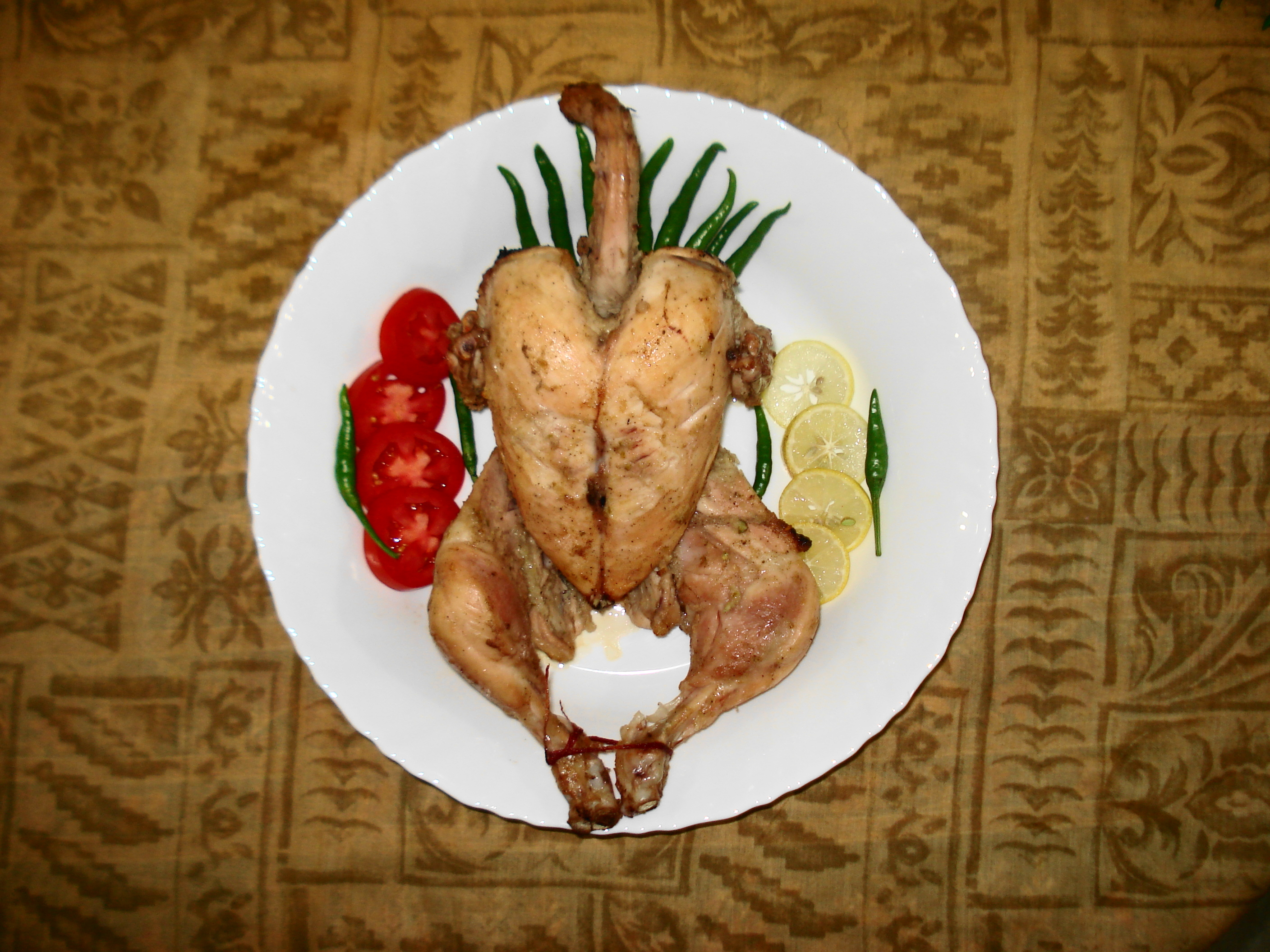
Саджі, популярна м'ясна страва Белуджистану
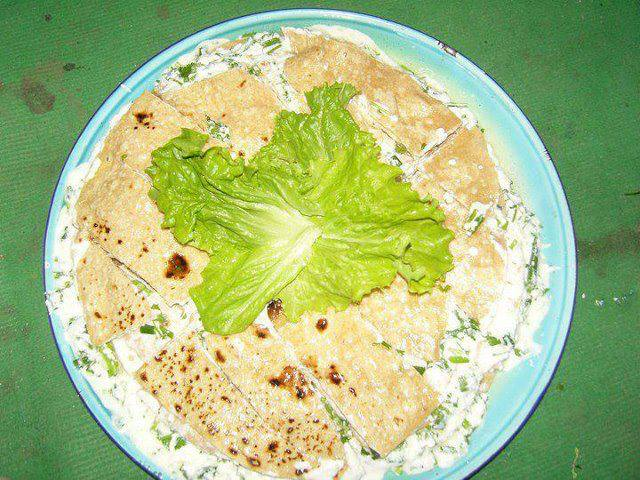
Галманді з домашнім сиром і зеленню від Читрал
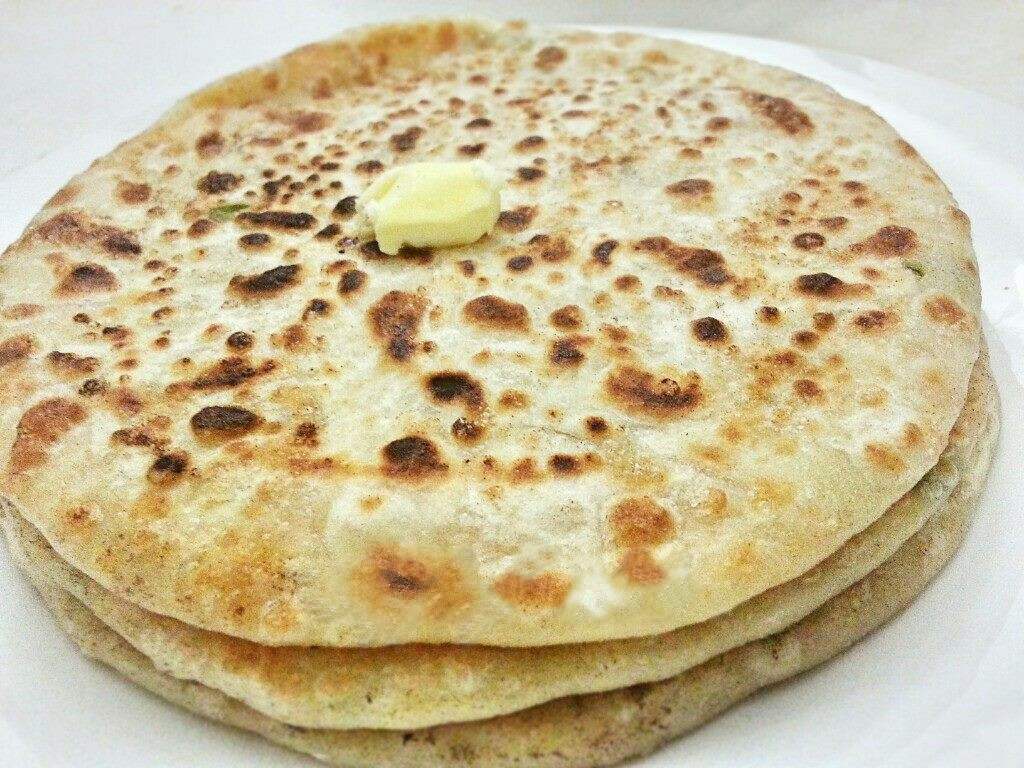
Алоо паратха з Фейсалабада, Пенджаб

Інші страви пакистанської кухні включають:
- Пакистанська китайська кухня
- Муглайська кухня (Карачі)
- Пакистанський фастфуд

### Кухня Шрі-Ланки
Кухня Шрі-Ланки була сформована багатьма історичними, культурними та іншими факторами. Іноземні торговці, які привозили нові продукти харчування; очевидний вплив малайської кухні та південноіндійської кухні.

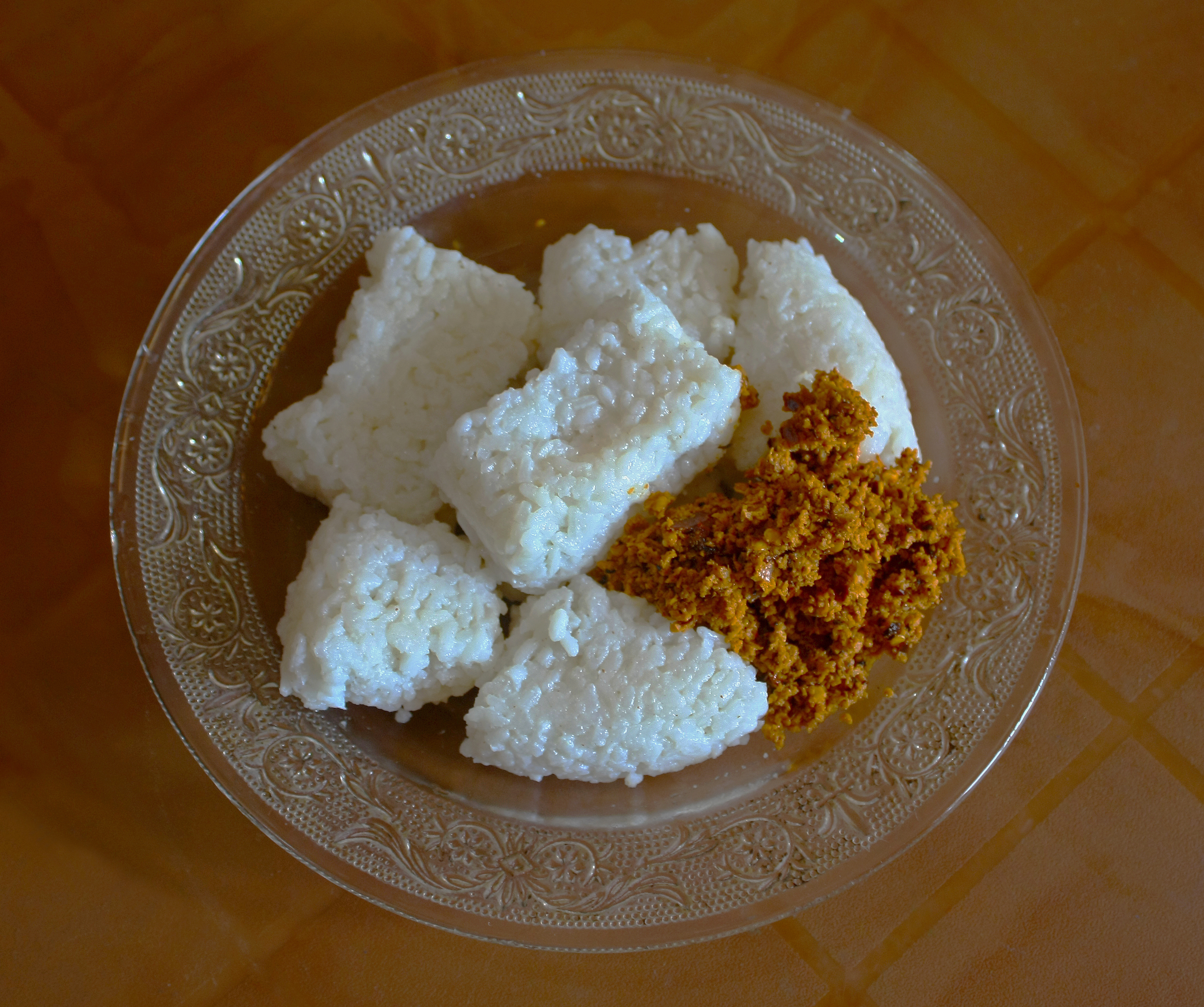
Кірібат — це традиційний рисовий пудинг зі Шрі-Ланки
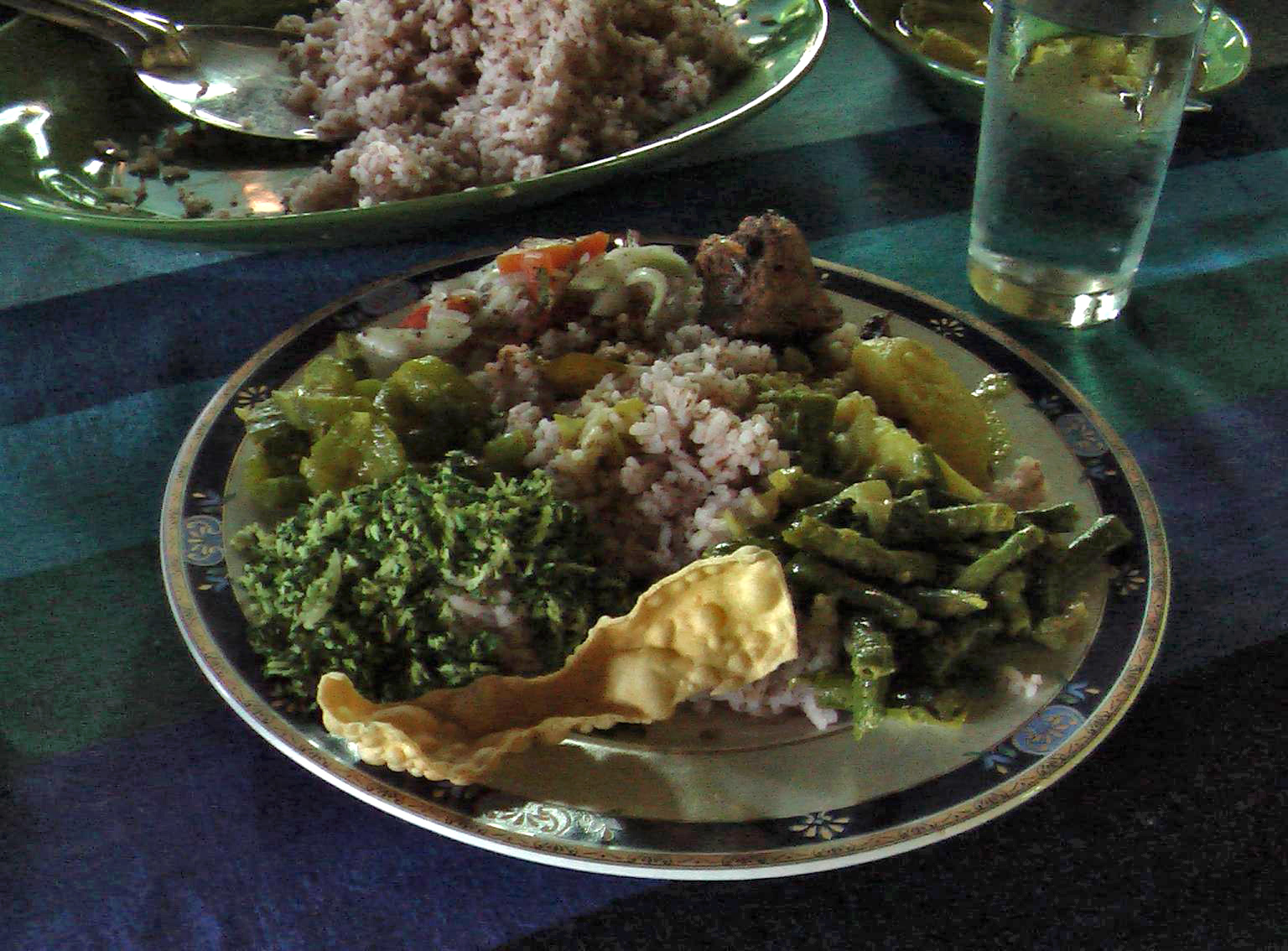
Шрі-Ланкійська тарілка з рисом і карі